# 林肯领航员
林肯領航員（英語：Lincoln Navigator）是林肯汽車生產的五門豪華運動休旅車（LSUV）。主要市場為北美洲，自 1998 年式車型開始銷售，並創下許多紀錄，包括建廠以來最重的量產車、行李箱空間最大和第一款能提供 6 人以上座位，非加長型禮車的林肯車型。雙生車款為福特 Expedition。

## 車型源起
1980 年代末期，運動休旅車的用途已從越野用漸漸地轉向家庭用，並具備部分旅行車的功能。1991 年，生產了 28 年並以配備多如豪華房車得名的吉普 Grand Wagoneer（SJ）停產。取而代之的是車格小一號，採非乘載式車身的 Grand Cherokee（大切諾基），該車也有許多超越同級距車款的豪華配備。通用汽車於 1990 年推出奧斯摩比 Bravada，福特和旗下的水星品牌於 1996 年分別推出 Explorer 和 Mountaineer，自此運動休旅車的市場愈加熱鬧，也吸引越來越多的品牌推出此級距的休旅車。
至於領航員這款豪華運動休旅車的戰場，通用汽車早有從 1935 年生產至今，並於 1970 年代轉型成多用途 LSUV 的雪佛蘭 Suburban 和 GMC 的商用版本，福特則於 1996 年推出 Expedition 應戰。在領航員上市一年後，通用汽車發表凱迪拉克 Escalade 作為回應。

## 第一代（1998年-2002年）

### 車型背景
第一代領航員首次於 1997 年7 月 1 日亮相，同年 7 月 15 號下線，為 1998 年式之車型。基於福特 Expedition 的底盤，可說是 Expedition的 高級版，定位在 Explorer 和 Mountaineer 之上，為 Lincoln-Mercury 部門內第一輛 LSUV。
1998 年，林肯的總銷量於近幾十年內首次超過宿敵凱迪拉克，但對手於當年 12 月的的統計報表卻有誤植。最初凱迪拉克表示自己於當月賣出 4,773 輛，比林肯多出 222 輛，但事實不然。經過修正後，林肯成為當年冠軍，年銷量為 187,121 輛，凱迪拉克為 182,570 輛。
設計上，雖然是 Expedition 的雙生車，但外觀諸如車頂行李架、車身鈑件、車輪等細節都無法共用。車頭則是有著當代林肯家族的設計語彙。

### 動力總成
底盤方面，和 Expedition 都源自於 1997年 的福特 F 系列，採非承載式車身的設計。領航員的懸吊裝置為 SLA 短長臂配五連桿式後懸吊，標配氣壓懸吊，可以針對乘座舒適性進行調整，在長時間停車時，氣壓懸吊會自動降低。原則上，領航員是後驅設定，但大多會選配名為「ControlTrac」的可變驅動系統，可在後驅、全時四驅、高速四驅和低速四驅間切換。與 Expedition 一樣，標配 ABS 防鎖死煞車系統。
1998 年式的引擎和 Expedition 及 F-150 相同。標配一款 5.4 升，可輸出 230 匹馬力的 Triton V8 引擎，變速箱使用 4R100，並擁有近 3.5 噸的拖曳能力。
1999 年式，原先的引擎馬力上漲至 260 匹，後來更換為「InTech DOHC V8」，擁有 300 匹馬力，拖曳能力更提升至 3.9 噸。

### 規格配備
領航員的許多部件設計皆基於 Expedition，但多在細節處稍作修改以提升質感，如相同的儀表板但加了木紋飾板。林肯為領航員也做了更多的隔音工程，使其比 Expedition 及 F-150 更安靜。
第一代的領航員標配定速巡航、置於中控台上的多功能面板，其特點為能夠只對駕駛者選擇的按鍵有背光功能、後座設有收音機和冷氣出風口。第二排的座椅可獨立為雙座。選配部分包括前或後座中央置物箱、keyless 系統、一鍵啟閉的電動天窗、開關車庫門的遙控器、防眩光電致變色後照鏡、高級音響系統（含 6 片式 CD 光碟機和 7 組揚聲器，可輸出 290 瓦特）、底盤下護板、可放置各式滑雪器材的車頂架和 17 吋的鍍鉻鋁圈等。
1999 年式，除了新引擎外，新增功率踏板（首見於豪華休旅車上），先前選配的 17 吋鋁圈成為標配。
2000 年式，車尾的「LINCOLN」和「NAVIGATOR」字樣互換位置，原先安裝在右前葉子板上的天線被整合到右後車窗內，前兩排的座椅施以名為「Nudo」的皮革包覆。後座地圖袋的造型從網格袋狀改成扣環式的，類似公文袋的造型。後座中央扶手的置物盒蓋從有凹槽改成圓滑狀，其型與前排中央扶手蓋相似，也施以皮革包覆。選配件新增 GPS 衛星導航、前排加熱通風座椅、倒車雷達和裝在座椅上的側面安全氣囊。

2001 年式，外觀上有微小的更動，原本的紅色廠徽變成黑色。新增 VHS 後座娛樂系統供選配。

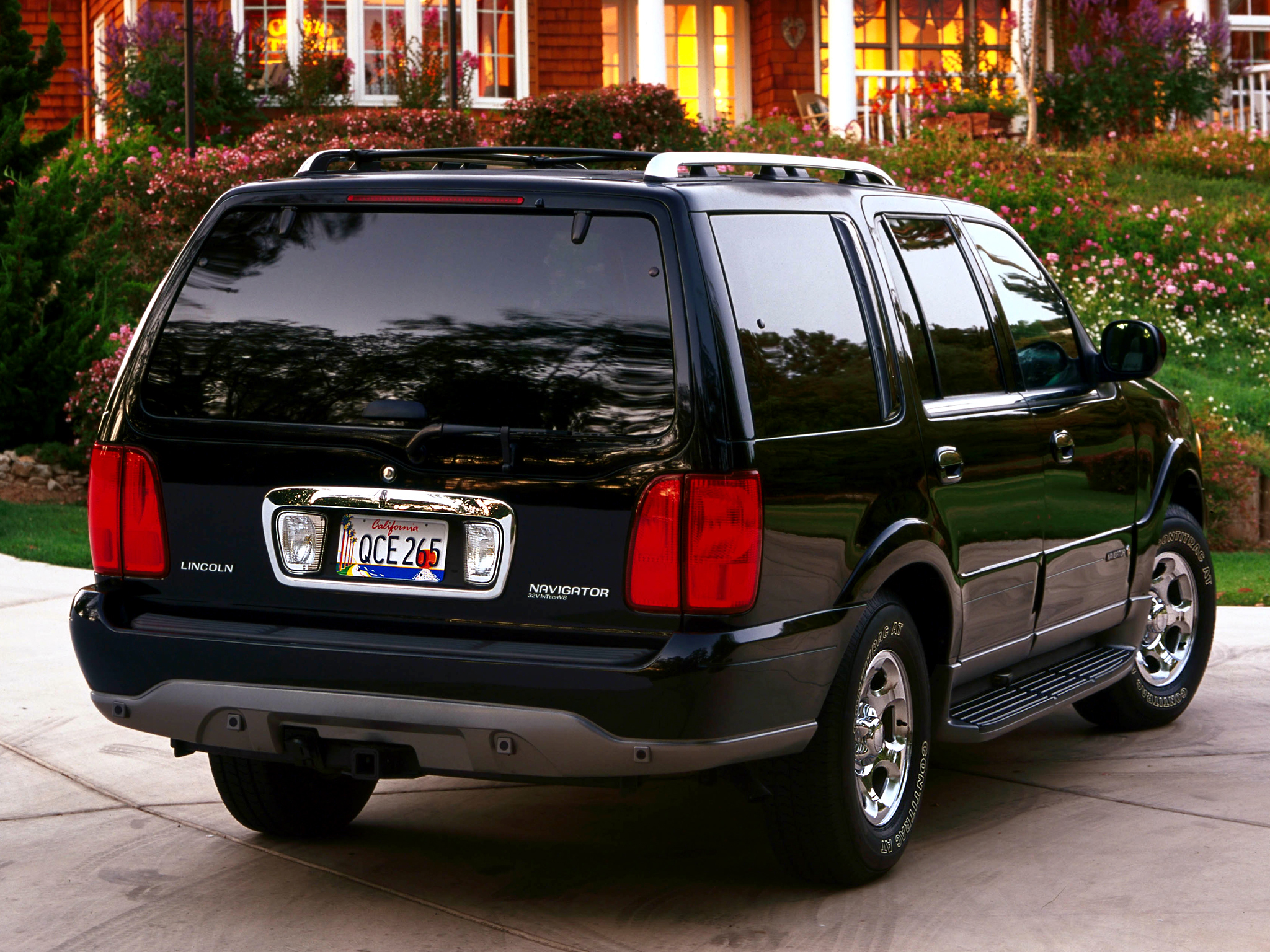
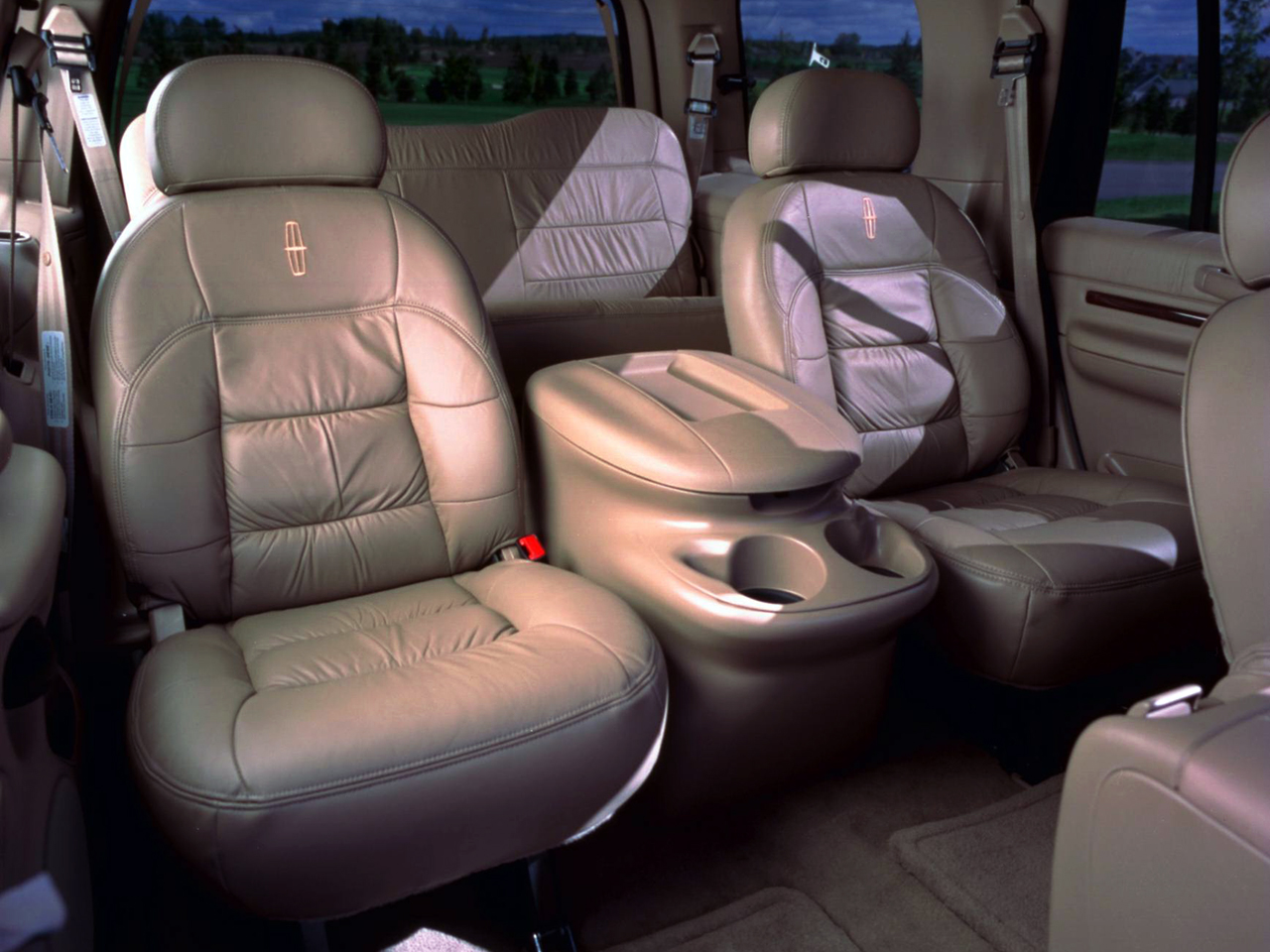
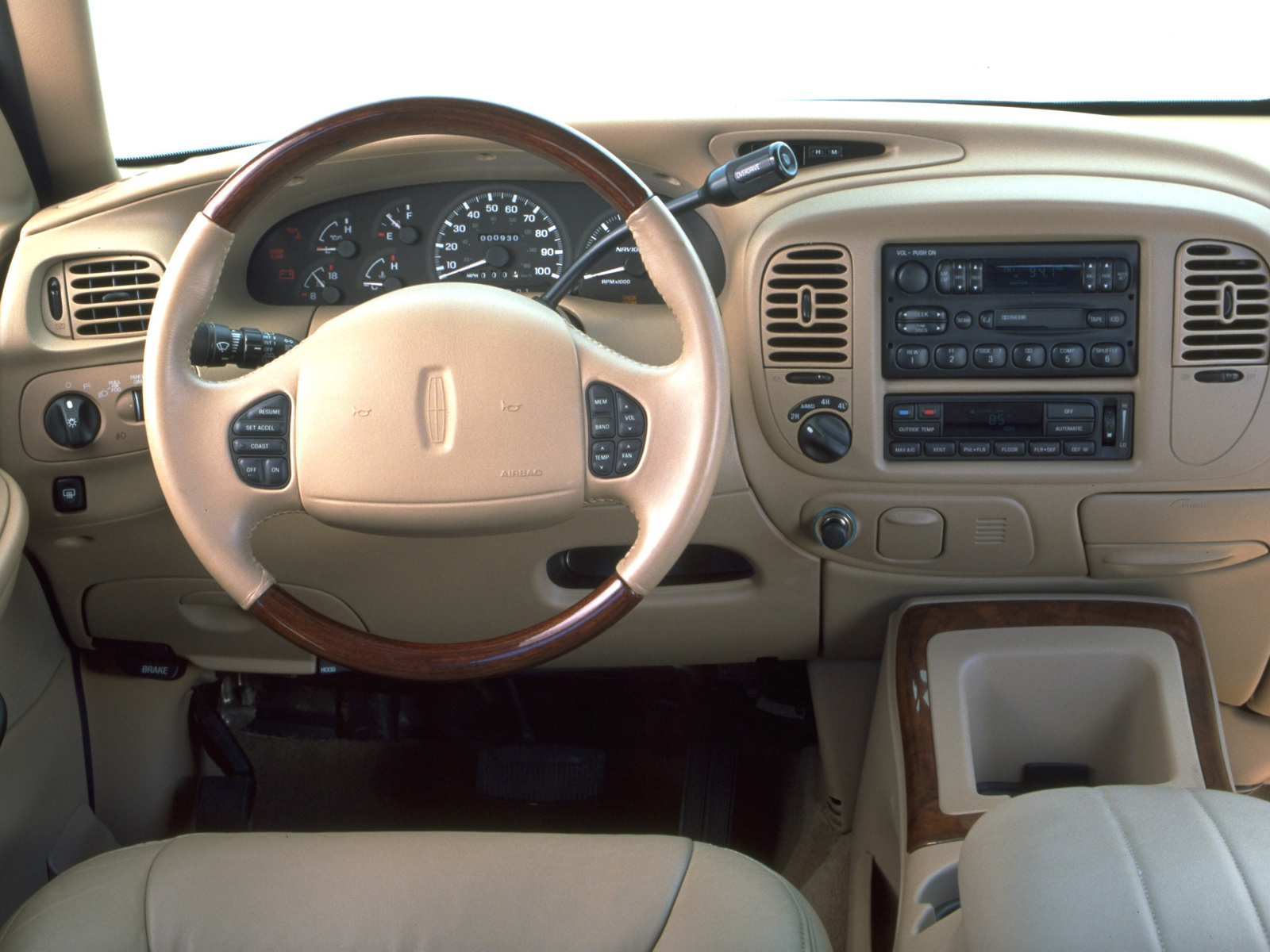

## 第二代（2003年-2006年）

### 外觀設計
於 2002 年 5 月推出作為 2003 年式車型。此代領航員的整體外觀設計與前一代相仿，但除了前車門和車頂外，其他外觀鈑件均經重新設計過。望向車頭，映入眼簾的是更大的頭燈和鍍鉻水箱罩，幾乎所有車頭的部件都被放大了，看起來更炯炯有神。車門把手的設計與前代不同，登車踏板也加寬了些。車尾經修飾過，如更平滑的擋風玻璃和下移的牌照框，但大致維持與前代相同的布局。

### 動力總成
底盤與 Expedition 同步升級，包括轉向系統和懸吊裝置，使操控性和舒適性皆有提升。引擎沿用自上一代車型，但不再使用「InTech」之名。此引擎在 5,500 rpm 時產生 300 匹最大馬力，於 3,750 rpm 時產生 481 Nm 的峰值扭力。由於底盤經重新設計過，因此後驅車型的車重來到 2,613 公斤，四驅車型則是 2,700 公斤。拖曳能力相較於前一代亦有下降，後驅車型為 3.7 噸，四驅車型為 3.8 噸。
2005 年式的引擎被替換成每缸 3 氣門的 Triton SOHC V8，在 5,000 rpm 時產生 300 匹最大馬力，於 3,750 rpm 時產生 495 Nm 的峰值扭力。此引擎率先用於 2004 年式的 F-150，到了領航員身上，同樣也不使用「Triton」之名。車重部分，後驅車型的車重降至 2,579 公斤，四驅車型則降至 2,697 公斤。後驅車型的拖曳能力提升為 3.9 噸，四驅車型同樣為 3.8 噸。

### 規格配備
第二代的領航員分成三種規格，分別是 Luxury, Premium（於 2005 年式起停產）和 Ultimate。
許多借用自 Expedition 的元素到了第二代便改採獨立設計。內裝以米色調為基底，飾以核桃木飾板和黑色皮革。中控台的造型受 1961 年的Continental 啟發，同樣採對稱的設計（Dual-Cockpit），兩側以核桃木飾板區分上下，中間以大面積如瀑布傾斜而下的霧銀色多功能面板作為對比。全車共使用超過 120 顆白色 LED 燈當作所有控制按鍵的背光，為高級的車室空間作點綴。而為了能將視線集中在中控台頂端的指針時鐘，還設計了能將收音機或 GPS 螢幕遮擋起來的面板，在使用時可以收至頂端的細縫裡。
這代的領航員新增了福特的安全系統（Safety Canopy），其系統包括側邊氣簾和胎壓偵測系統（後者於初期為選配，於 2004 年式起成為標配）等安全配備。Ultimate 規格更標配第三排電動折疊座椅、電動尾門和 HID 頭燈（此三項配備可供其他車型選配），業界首創的電動登車踏板則僅供此規格選配。上一代新增選配的 VHS 後座娛樂系統升級為 DVD 後座娛樂系統，標配的輪圈也升級成 18 吋，並另可選配鍍鉻鋁圈。
2005 年式，車頭微幅小改，圓形霧燈變為方形。先進式電子車身動態穩定系統、車輛防滾系統和 HID 頭燈成為標配。

### 選配套件

#### Appearance Options Package (2004-2006)
主要針對外觀修飾，重點配備包括與車身同色的前後保桿、牌照框、水箱護罩外圍（內嵌直瀑式鍍鉻直條）、加熱通風座椅和後座 DVD 娛樂系統。車色只有黑色和被稱作「Cashmere Tri-Coat」的淺沙色。

#### Monotone Appearance Package (2004-2006)
同樣針對外觀修飾，重點配備和車色與第一組套件相同，但多了與車身同色的登車踏板、18 吋的 7 輻式鍍鉻鋁圈和鍍鉻排氣尾管。

#### Limited Edition Monotone Appearance Package (2005-2006)
此套件是基於前者，並新增幾項配備，如車尾的「Limited Edition」銘牌，車內座椅為皮革配黑色滾邊並鑲有林肯廠徽。

#### Elite Package (2006)
僅供 Ultimate 規選配，套件包括 HID 頭燈、18 吋鍍鉻鋁圈、電動登車踏板、原廠的拖曳套件、附 GPS 且經 THX 認證的音響系統和後座 DVD 娛樂系統。

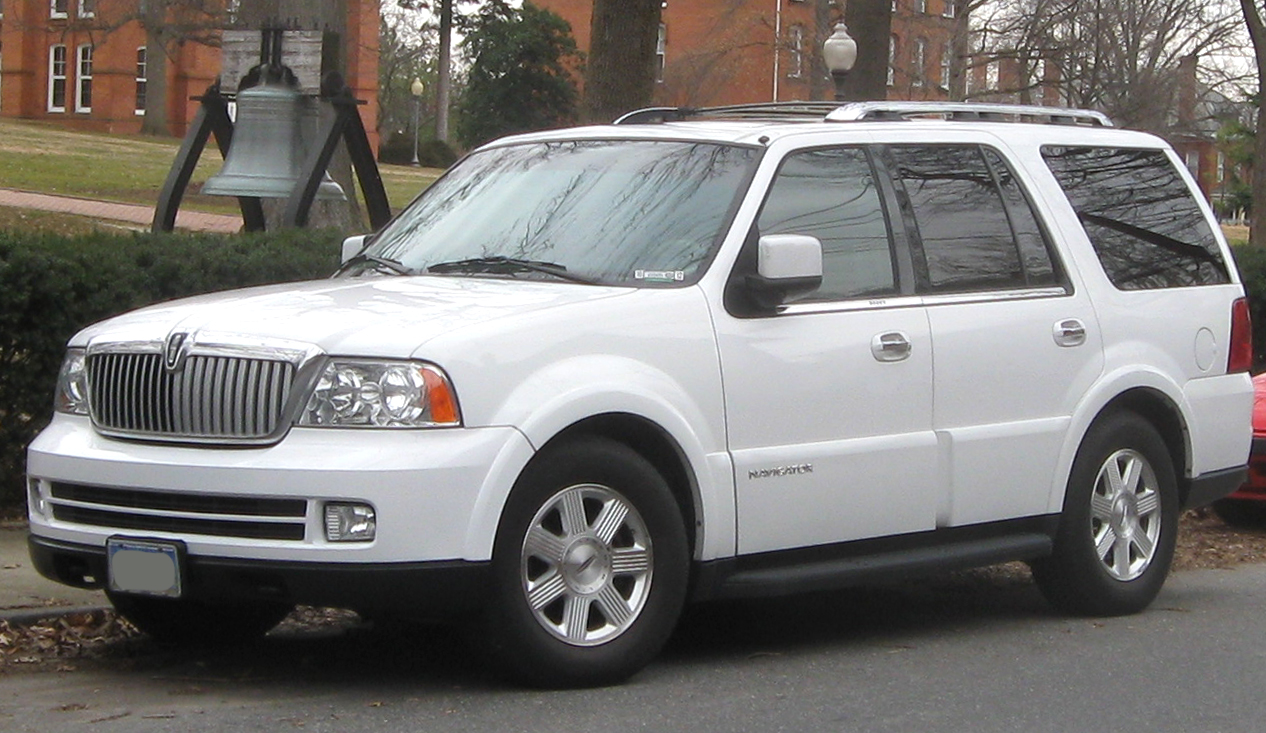
小改款後的車型
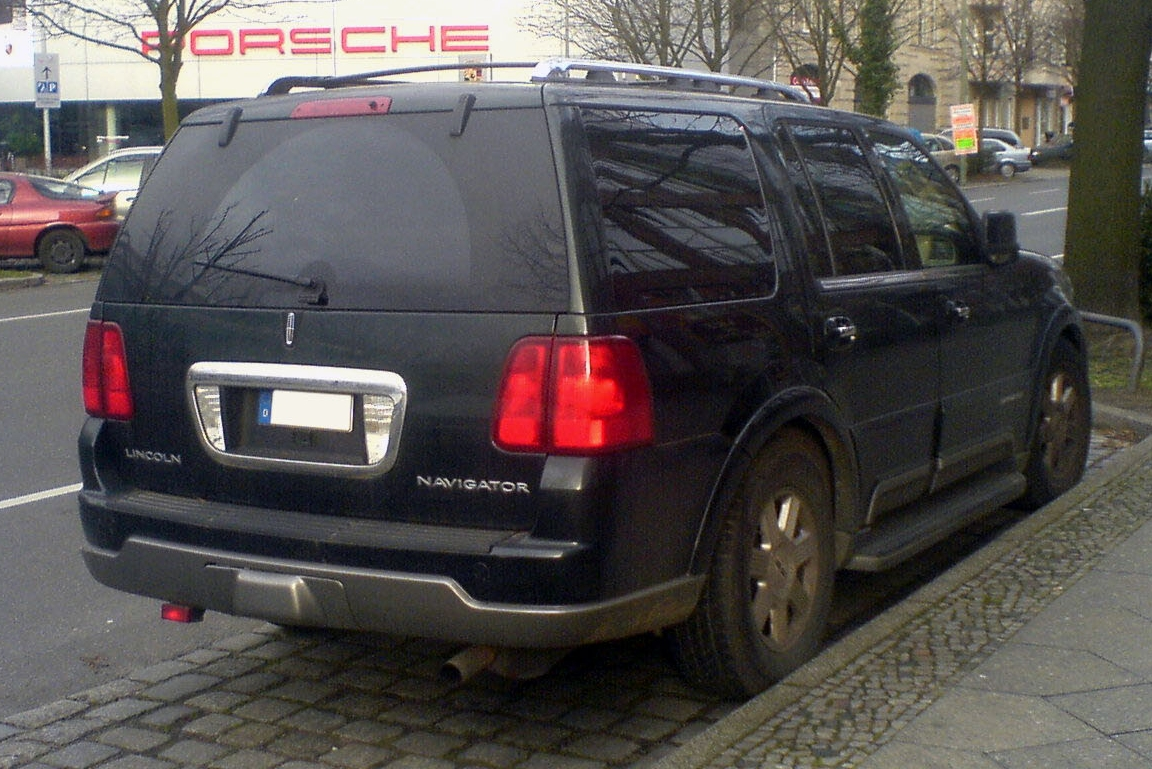
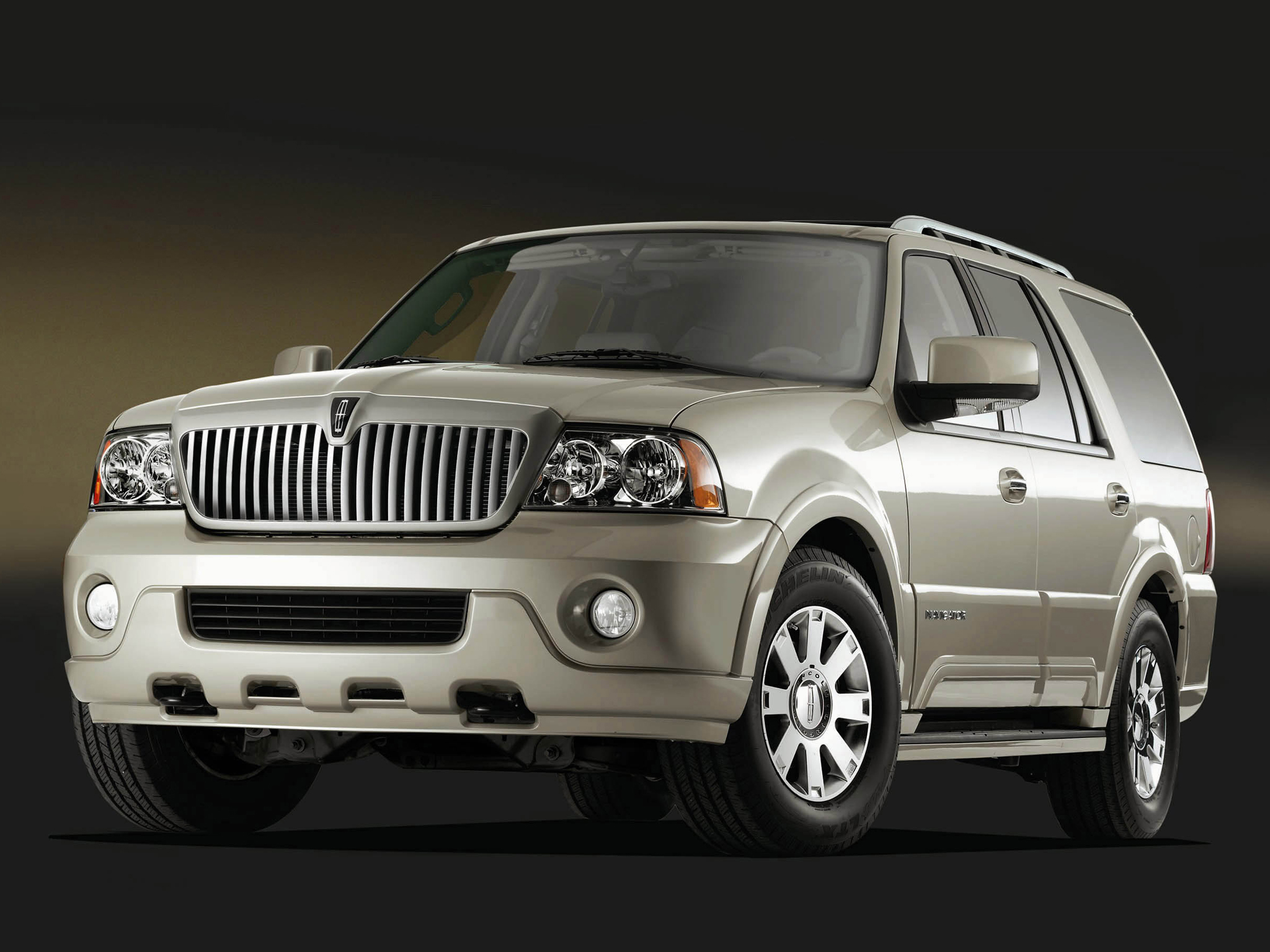
小改款前的Monotone Appearance Package
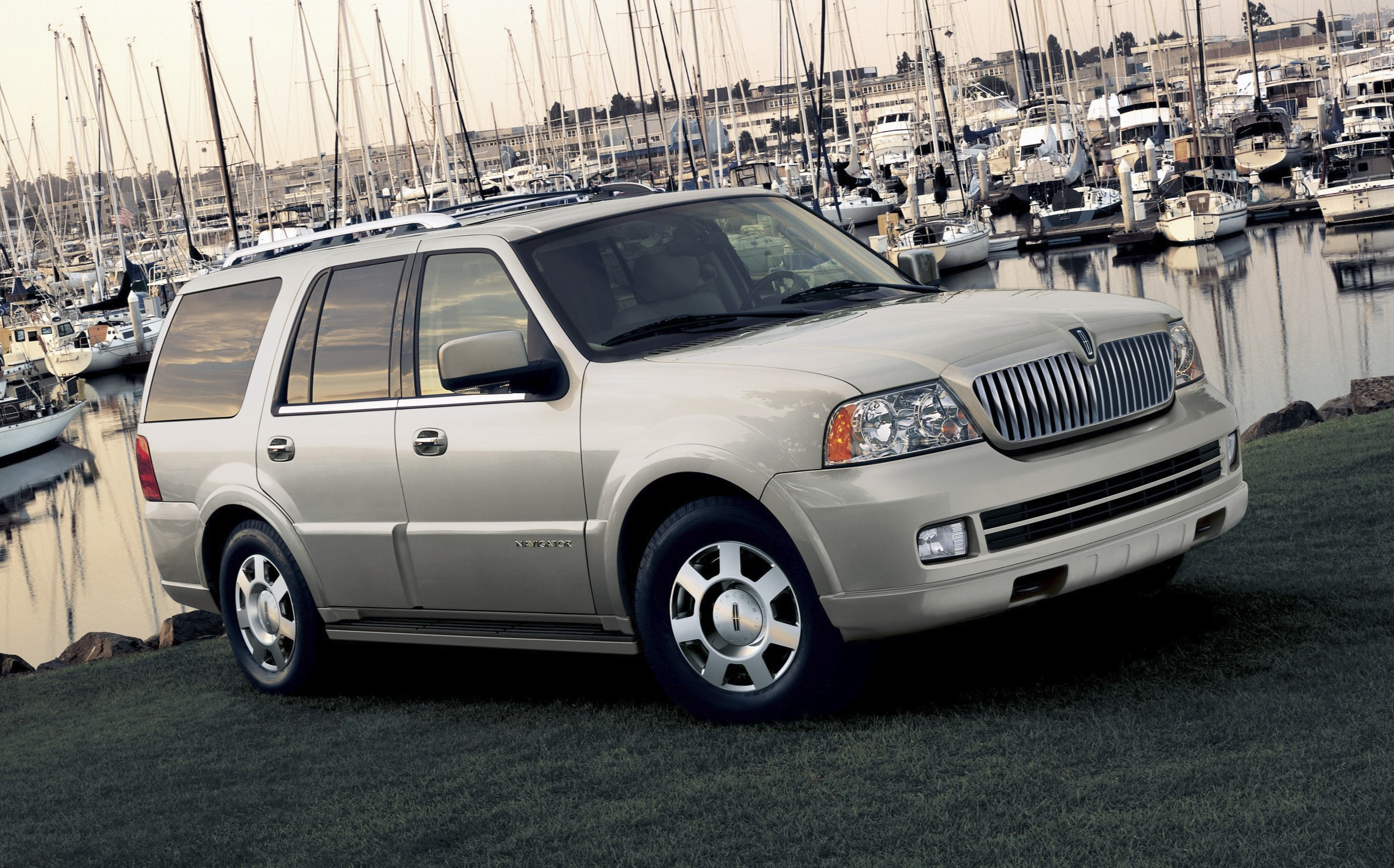
小改款後的Monotone Appearance Package
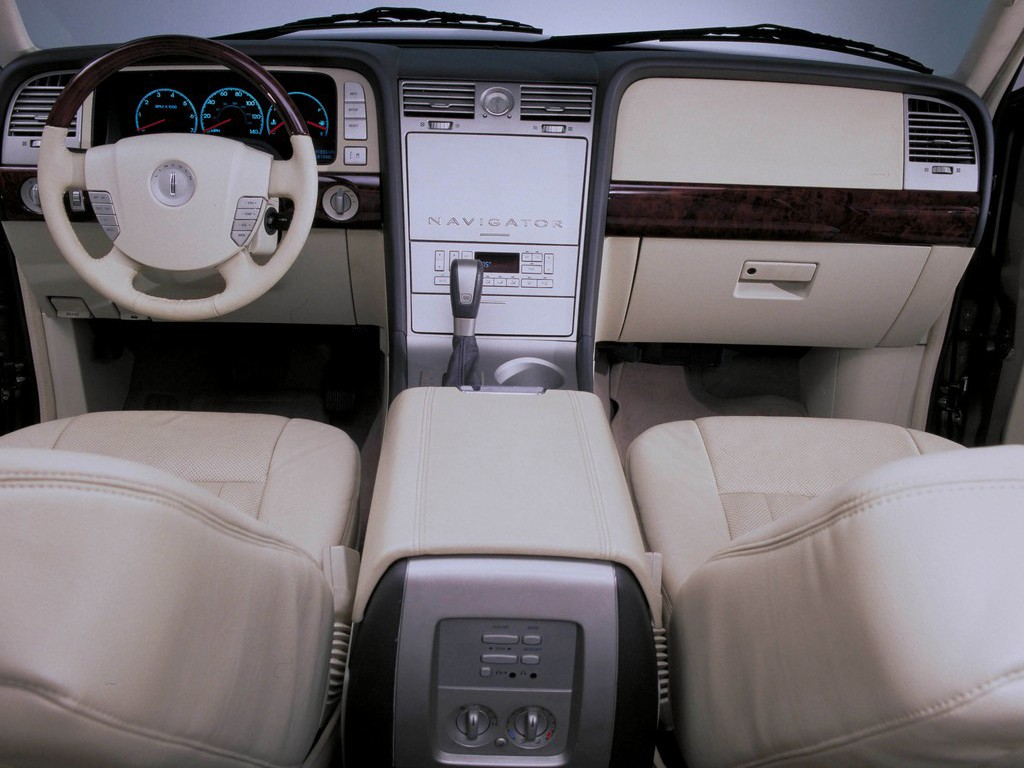
受1961 Lincoln Continental設計啟發的對稱式中控台

## 第三代（2007年-2017年）

### 車型背景
第三代車型首次於 2006 年 2 月的芝加哥車展亮相，車型代號為 U326。林肯首次新增加長版車型，是為 Navigator L。其車格比一般版長 38 公分，軸距增加了 32 公分，後車箱也塞得下更多東西。其雙生車 Expedition 也有加長版，稱為 Expedition EL。

### 外觀設計
車頭分成上下兩組大面積的鍍鉻水箱罩，上半部以林肯廠徽內延伸出的鍍鉻橫條向兩側延展，再配合頭燈內的設計，營造出一路貫穿至頭燈內的錯覺；下半部的設計受 1946 至 1948 的 Continental 啟發，同樣採霧燈包覆在鍍鉻水箱罩裡的設計。將視線往上移，最醒目的莫過於中央隆起的引擎蓋設計，且在最前端能選配稱為「Chrome hood accent」的鍍鉻飾板，使車頭看起來更為大氣奢華。來倒車側，不僅後照鏡、窗框和車頂行李架有鍍鉻外，於前後車門下方更標配大型鍍鉻飾板，與充滿肌肉感的大型輪弧相映，十分搶眼。此外，長軸版標配電動登車踏板，也供短軸版選配。尾燈造型與同時期的 MKZ 相似，並改採紅白燈殼，邊緣以鍍鉻飾條圍繞。全車系標配 18 吋的 7 輻式鋁圈，另可選配 20 吋的 7 輻式鍍鉻鋁圈。

### 動力總成
底盤和 Expedition 同樣採自 2004 年 F-150 的 T1 平台，增強過的車身剛性換來更好的動態表現，獨立後懸吊也升級成獨立五連桿的懸吊系統（IRS），行路性和操控性皆有提升，而引擎並無更動。拖曳能力方面，短軸版的後驅車型為 4.1 噸，四驅車型為 3.9 噸；長軸版的後驅車型為 3.9 噸，四驅車型為 3.8 噸。
此代車型不再和 Expedition 共用同一個加力箱。Expedition 的四驅版使用可電子切換的高速（High）和低速（Low）模式的雙速加力箱，並且能將車輛預設為越野模式，該模式能調整電子節氣門開啟模式和循跡控制系統以因應各種需要強大扭力的情況。相較之下，領航員僅配備缺乏低速檔的單速加力箱。

### 規格配備
中控台延續上一代的 Dual-Cockpit 風格並廣泛地使用實木飾板，如中央面板和車門面板上。中控台已不再使用蓋板遮蔽螢幕，指針時鐘和出風口仍然置於頂端。儀錶板也經重新設計過，兩側分別以方框包圍著轉速表和時速表，中間為行車資訊，煞車溫度、水溫表和油量表等則置於頂端。
內裝顏色有三種組合，分別是駝色皮革配淺色楓木飾板（Camel Leather/ Figured Maple Wood ）、木炭黑皮革配深色烏木飾板（Charcoal Black Leather/ Ebony Wood ）和灰色皮革配深色烏木飾板（Stone Leather/ Ebony Wood ）。此三種樣式皆能加價選配對比色的縫線。
2008 年式，簡化車輛規格，取消 Luxury 和 Ultimate 規格，並將許多選配變為標配。新增標配包括加熱通風座椅、第三排電動折疊座椅、電動尾門、經 THX 認證的多功能音響系統（可外接 AUX 音源和 MP3，含 6 片式 CD 光碟機和 14 組喇叭，可輸出 600 瓦特）和倒車雷達系統。
2009 年式，引擎小幅上漲 10 匹馬力並適用 Flex-fuel 混合燃料。新增標配包括無蓋式加油孔、感應式雨刷、倒車顯影系統、車前雷達系統、第二排加熱座椅和被稱作「Lincoln SYNC」的車機。另新增兩款 22 吋鍍鉻鋁圈供選配，分別是 9 輻式和 6 輻式雙肋式鋁圈。
2011 年式，內裝顏色簡化為兩種組合，分別是木炭黑皮革和灰色皮革，均搭配核桃木飾板（Walnut Swirl Wood）。新增標配 HD Radio、訂閱制的 SIRIUS Travel Link 和 SIRIUS Traffic，其功能包括路況、油價資訊和天氣預報等功能，交車後前 6 個月享有免費體驗。原先能選配的三款鋁圈縮減成只剩 20 吋的 7 輻式拋光鋁圈。
2013 年式，新增三種新車色，分別是 Kodiak Brown Metallic，Midnight Sapphire Metallic 和 Ruby Red Metallic Tinted Clearcoat（需加價選配）。

### 選配套件

#### Elite Package (2007-2010)
此套件包括電動天窗、聲控導航系統、電動登車踏板、倒車顯影、後座 DVD 娛樂系統。於 2008 式起增加 SIRIUS Travel Link，並享有前 6 個月免費體驗和 10GB 音樂和照片的儲存空間、經 THX 認證的 5.1 聲道環繞音響系統等配備。

#### Monochrome Limited Edition Package (2008-2014)
如同其單色的詞意，這款套件拿掉下水箱護罩、後照鏡和車門下飾板的鍍鉻件，均改成與車身同色，也不能選配位在引擎蓋最前端的鍍鉻飾板。其他配備包括「LIMITED EDITION」徽章、全黑的車內地毯、木炭黑皮革或灰色皮革內裝配烏木飾板，椅面和縫線皆為黑色、第一排座椅的頭枕鑲有林肯的廠徽。自 2011 年式起不再提供對比色的椅面、烏木飾板改為梣木飾板。

#### Monochrome Appearance Package (2009-2014)
為 2009 年式起新增的套件，內容與前者差異不大，外觀上沒有車尾的「LIMITED EDITION」徽章，內裝則沒有對比色的椅面，而顏色維持與常規版車型相同的三種組合（但還是有對比色的縫線）。惟自 2010 年式起，此套件就僅止於外觀上的更動，不再有特別的內裝和座椅。

#### Class III/IV Heavy-Duty Trailer Tow Package (2007-2014)
此為原廠的重型拖曳套件，包括後輔助氣壓避震、接在車身鋼樑的拖車勾、4P+7P 線組、重型水箱、爆閃燈、變速箱冷卻器和能控制拖車的電子煞車線組。

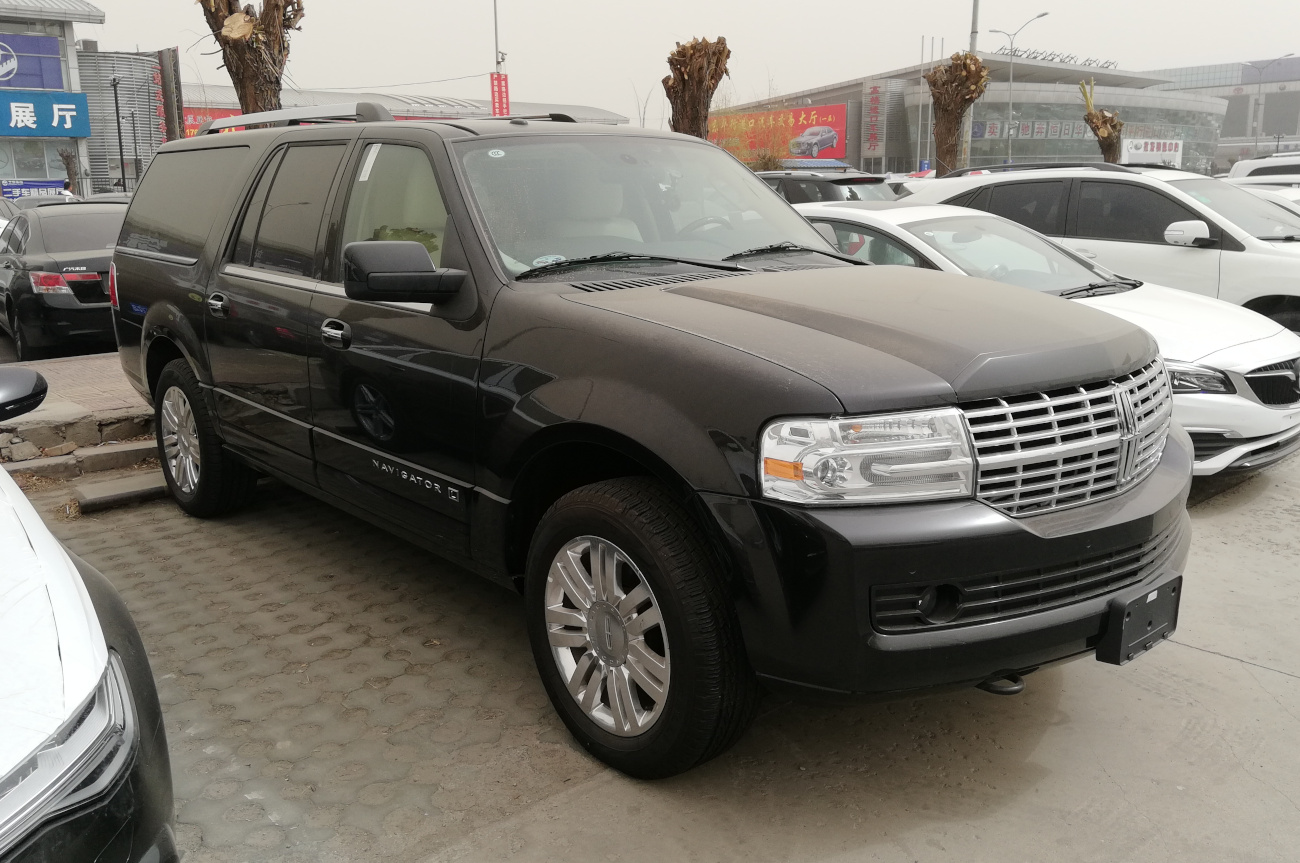
Monochrome版本，可以看到無鍍鉻的下水箱護罩
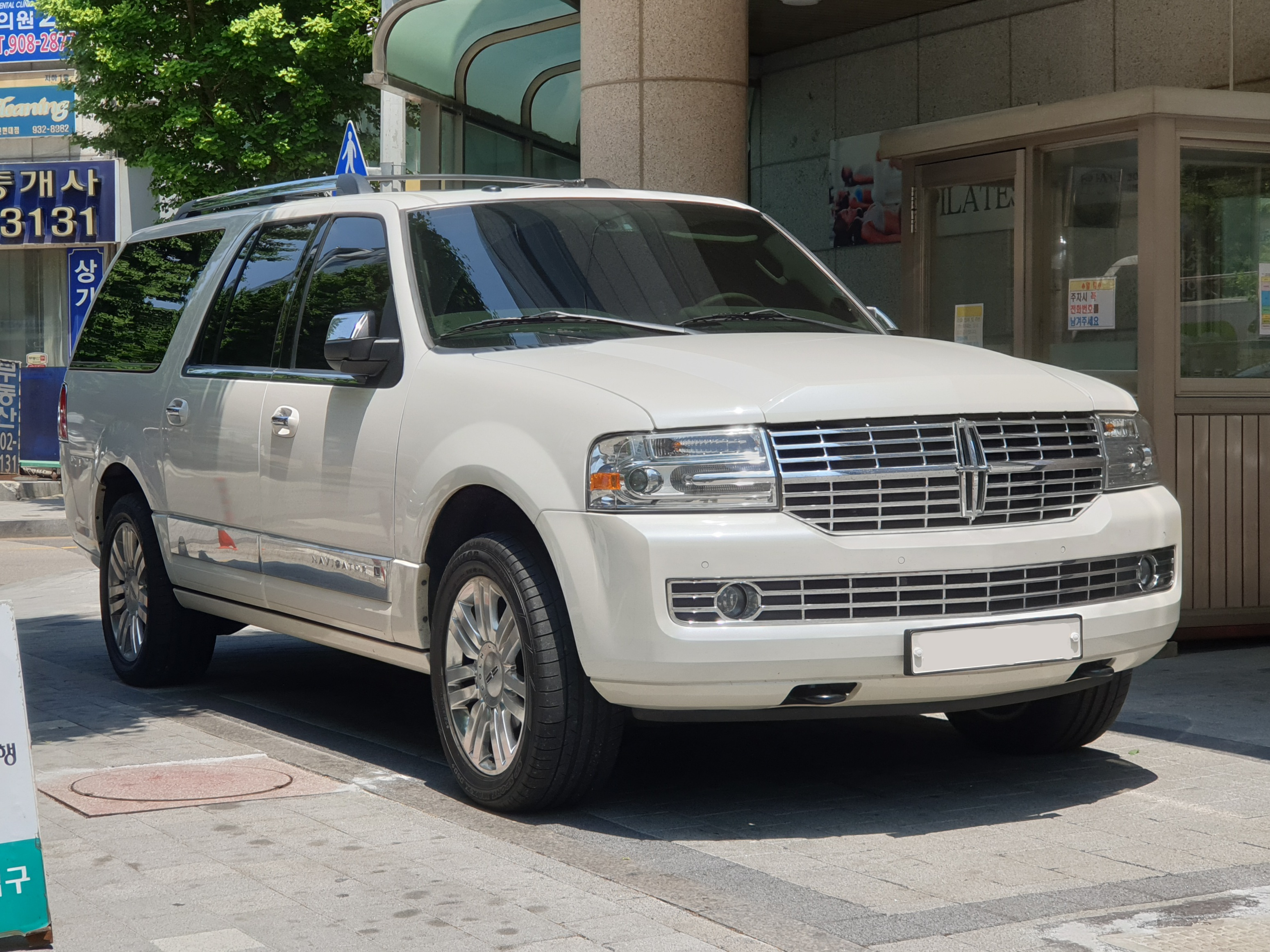
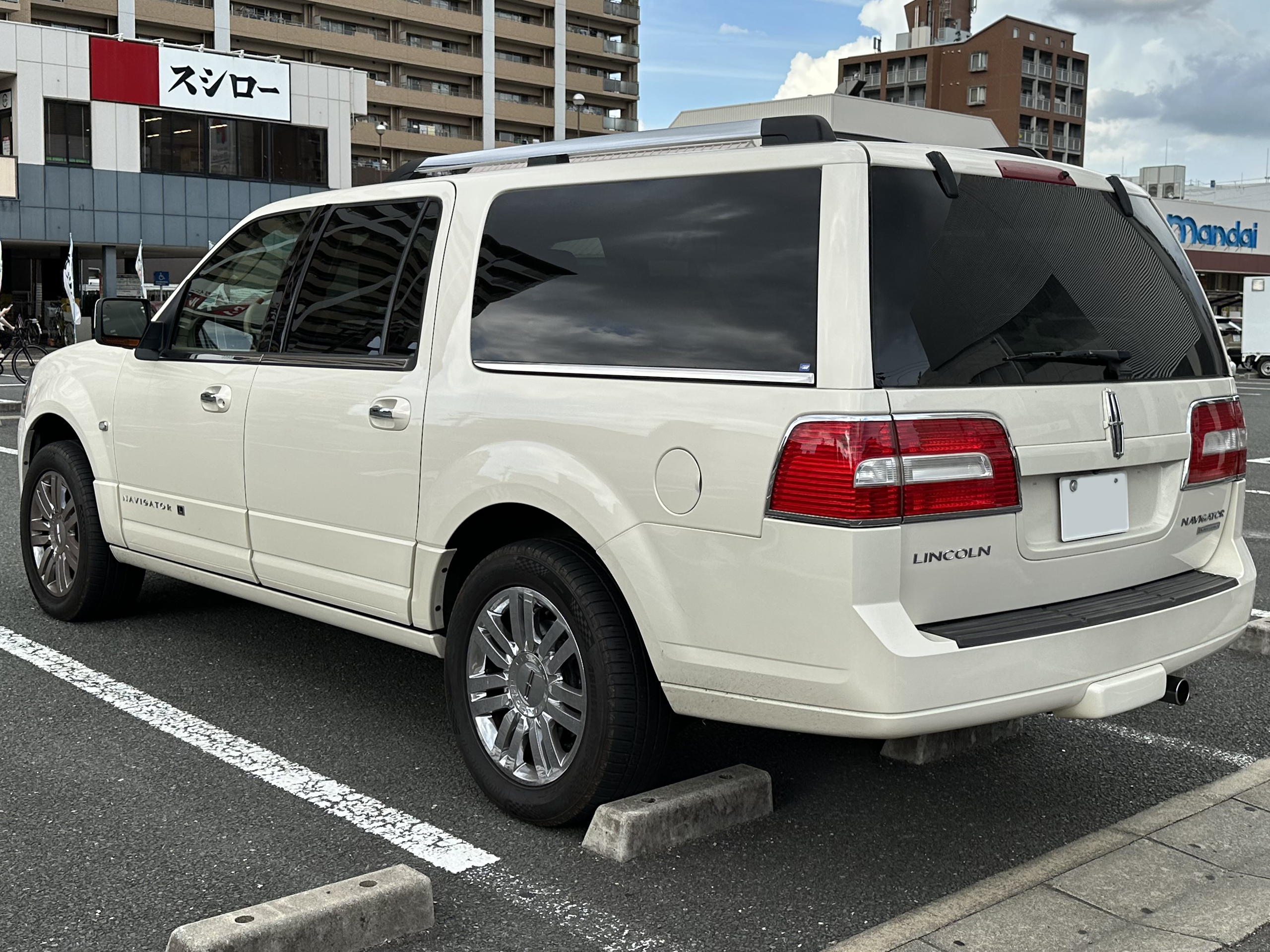
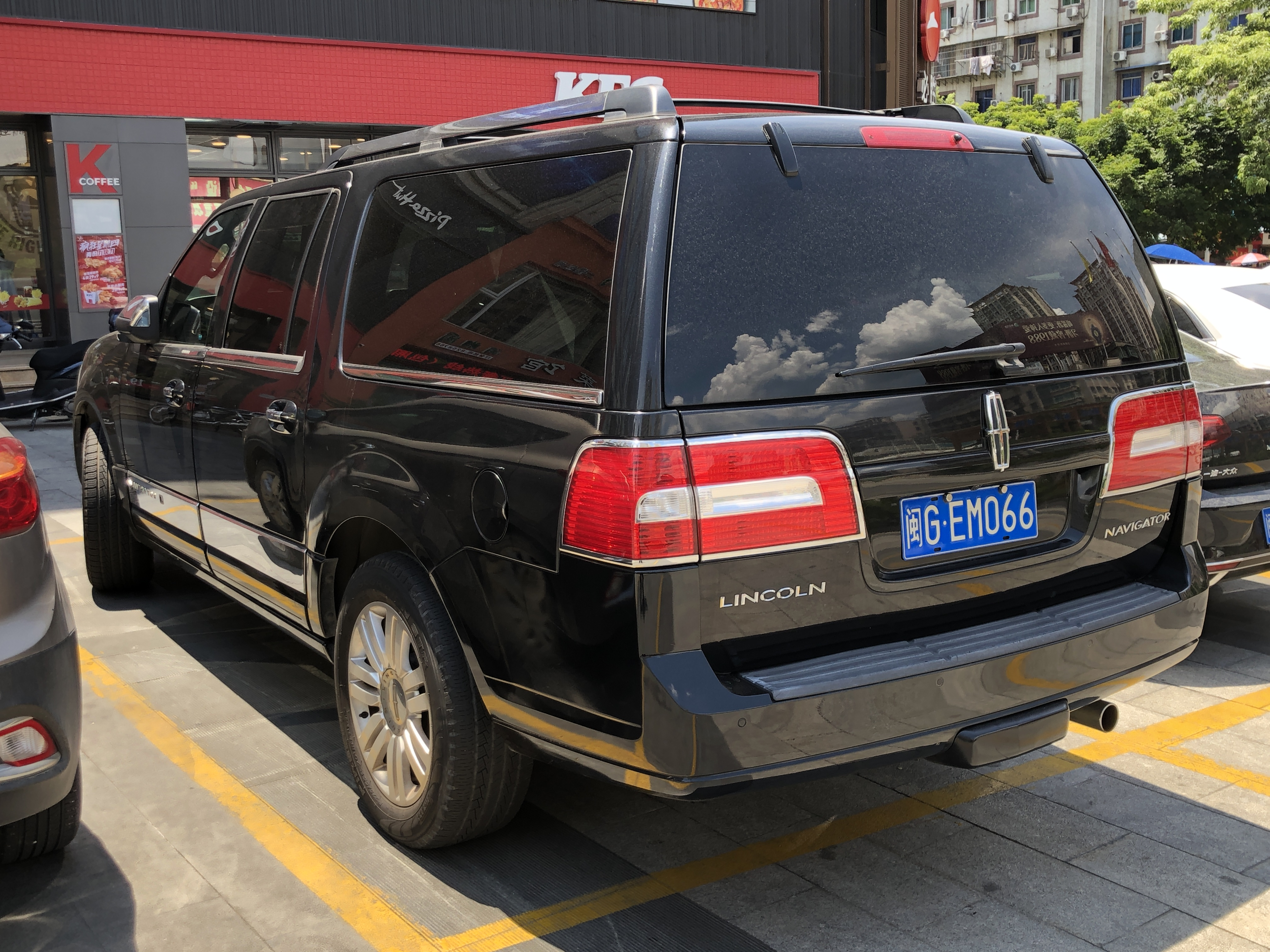
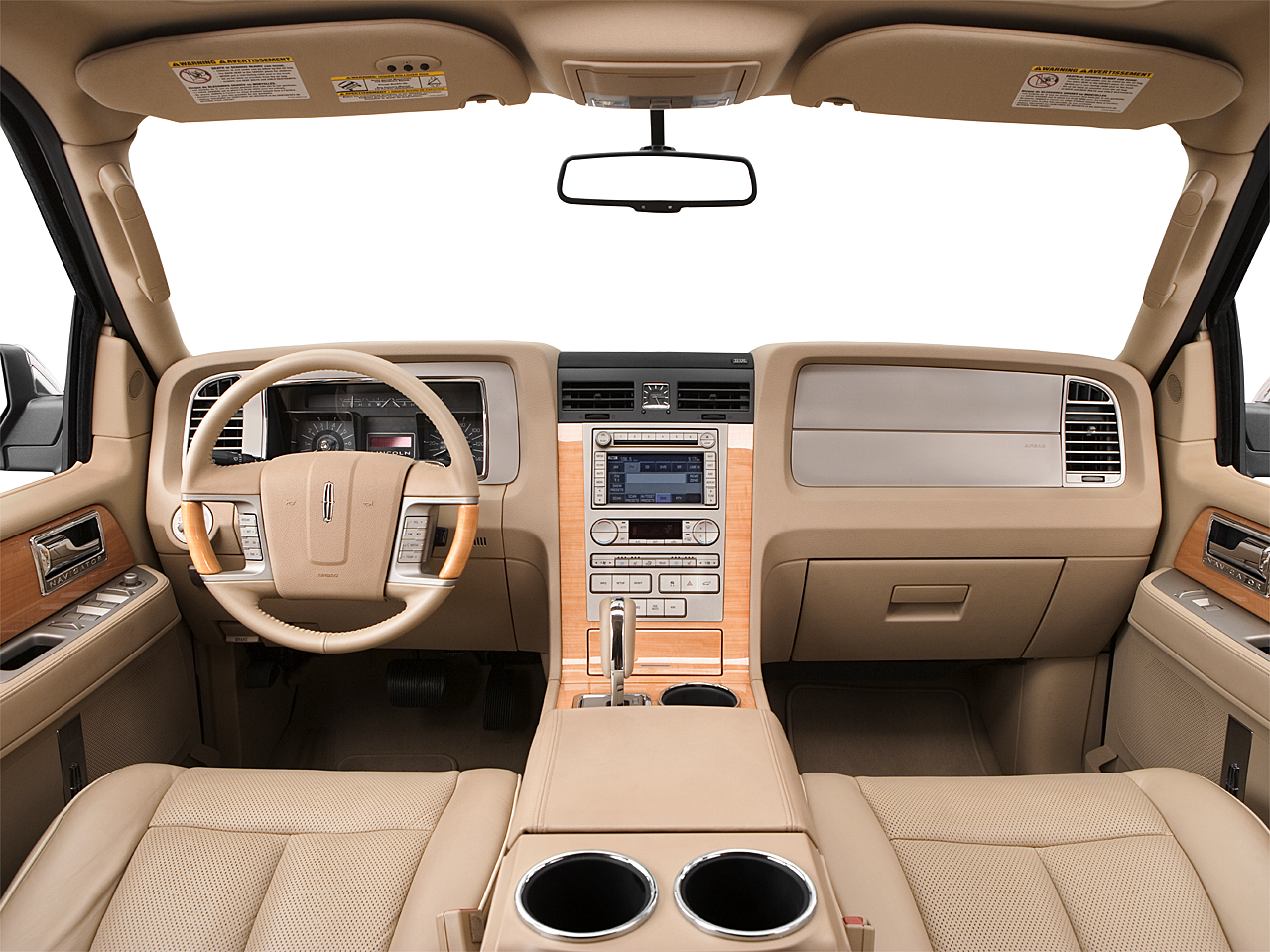

### 2015 年中改款

#### 車型背景
美國汽車雜誌《MotorTrend》於 2013 年 3 月發佈的一篇新聞中，向時任林肯全球總裁 Matt VanDyke 確認將推出新一代的領航員，新車不僅會搭載全新的 3.5 升 EcoBoost 引擎，且外觀內裝皆會有徹頭徹尾的大改動。雖然銷量不若以往，但林肯仍希望能夠繼續在豪華 LSUV 的戰場上與 Escalade、Infiniti QX 和賓士 GL-Klasse等車系競爭，而上述的三款車型當時也據傳在 2013 至2014 年間改款。同時間，林肯也積極地籌劃第二代的全新 MKZ。
2013 年 5 月，狗仔隊捕捉到領航員的偽裝車，但車頭經重度包裝，僅看出水箱罩的設計有明顯不同。同年 9 月，有其他狗仔隊再次捕捉到偽裝車，這次全車皆有迷彩偽裝，且車頭車尾的偽裝程度更高。從照片可以看出新型的橫式水箱罩，而車輛整體外形與改款前相去不遠。
2014 年 1 月，林肯首先於官方 Instagram 上發佈車側尾端上半部的照片，並預告將於華盛頓車展上亮相。一天後，車頭照於推特上洩漏，車後的背板上印有「INTRODUCING THE NEW 2015 LINCOLN NAVIGATOR」字樣，證實了新車的造型。照片流出後使得林肯提前在底特律舉行新車發表記者會。

#### 外觀動力
此次中改款並非外界預期的新一代車款，車身底盤基礎未有重大改變。車頭導入當時的家族設計語彙，採左右兩片式大面積橫柵式水箱罩，其線條延伸至兩側 LED 大燈並將之包覆，除了看起來更動感外也更為現代。車側並未有太大的更改，車門下飾板的鍍鉻件已不復見。車尾改採貫穿式尾燈，形似道奇 Durango。
Select 規格標配與車身同色電動登車踏板和車身下緣的顏色；Reserve 則均為黑色，另可選配飾以鍍鉻的電動登車踏板（含與車身同色的下緣）。
新車型改採可輸出 380 匹馬力的 EcoBoost V6 引擎，於 2,750 rpm 時產生 624Nm 的峰值扭力。排氣量雖縮小，但馬力和扭力皆有顯著提升，油耗表現也更加優異。

#### 規格配備
中改款車型仍有長短軸兩種車身，四驅和後驅，並同樣分成 Select 和 Reserve 規格。
中控台布局和改款前相似，但造型仍有不同，多處的稜角被修改得更為圓潤。儀錶板內的資訊排列有重大更新，中間為時速表，正下方顯示檔位燈號，左右兩側為 4.2 吋的多功能行車資訊螢幕。中控台頂端不再有小時鐘，下方的螢幕加大並具有 SYNC 和 MyLincoln Touch 車機功能，可連結儀表板內之螢幕資訊。
內裝的顏色組合比以往更為多元，也有部分組合不得搭配某一車身顏色的規定，三個年式的車型的顏色組合皆有些微變動，可詳見型錄參考。
配備方面首次標配視覺盲點偵測系統（BLIS）、倒車來車警示系統（CTA）、怠速熄火系統、斜坡起步輔助、電動啟閉後三角窗（微向外開啟）、 一鍵啟閉電動窗和車門迎賓燈等。電動天窗附車頂收納盒和 Invision 製的後座 DVD 娛樂系統為選配。兩款 20 吋，一款 22 吋的多幅式鋁圈可供選擇，惟配備後輔助氣壓避震的後驅車型只能選擇 20 吋鋁圈。
選配套件僅有原廠的重型拖曳套件（Class III/IV Heavy-Duty Trailer Tow Package），其套件內容與款改款前相同。
2016 年式，新增一款供 Reserve 規選配的 22 吋 9 幅式拋光鋁圈。

2017 年式，以雙色處理 16 年式新增的鋁圈，使其視覺上更為動感。

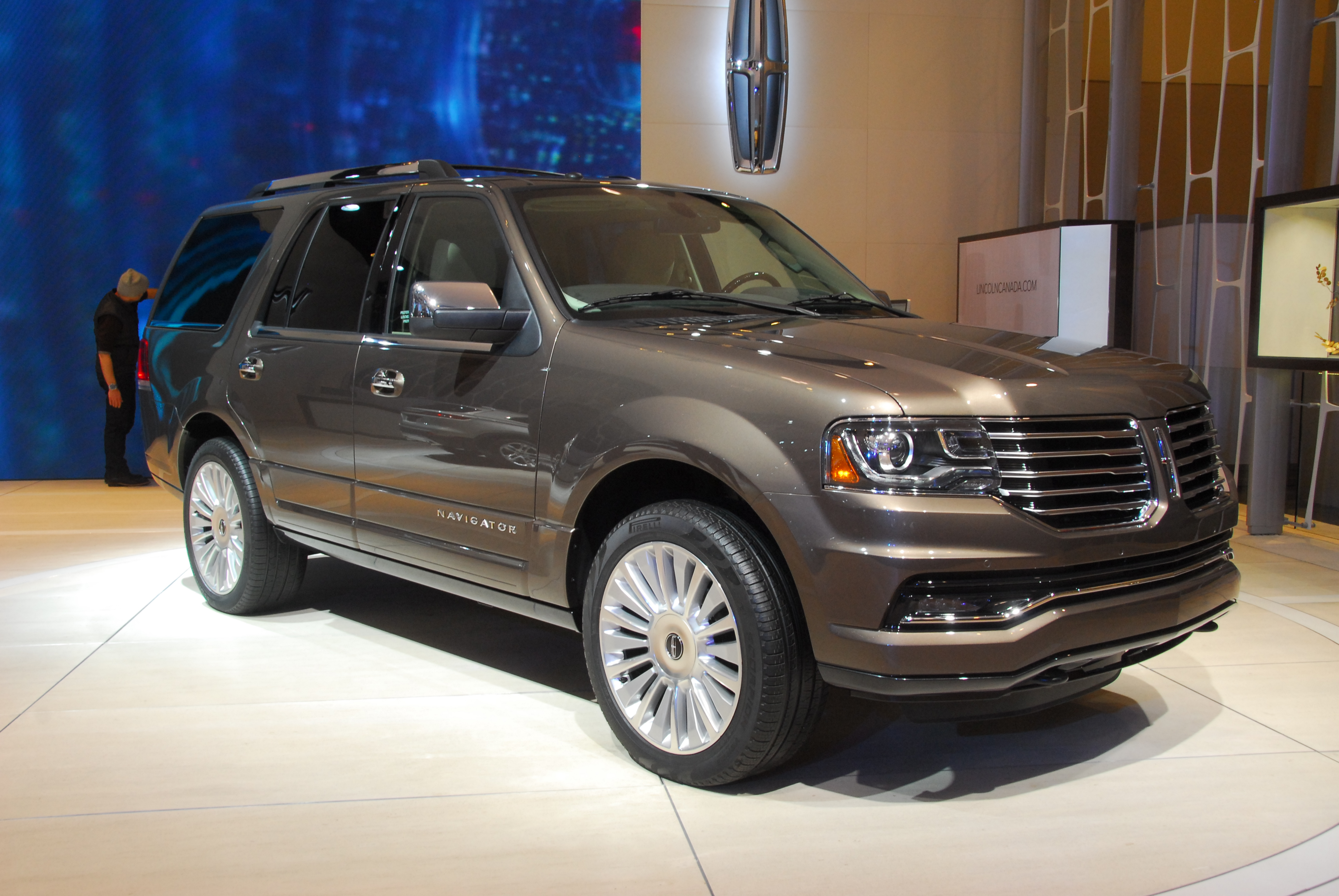
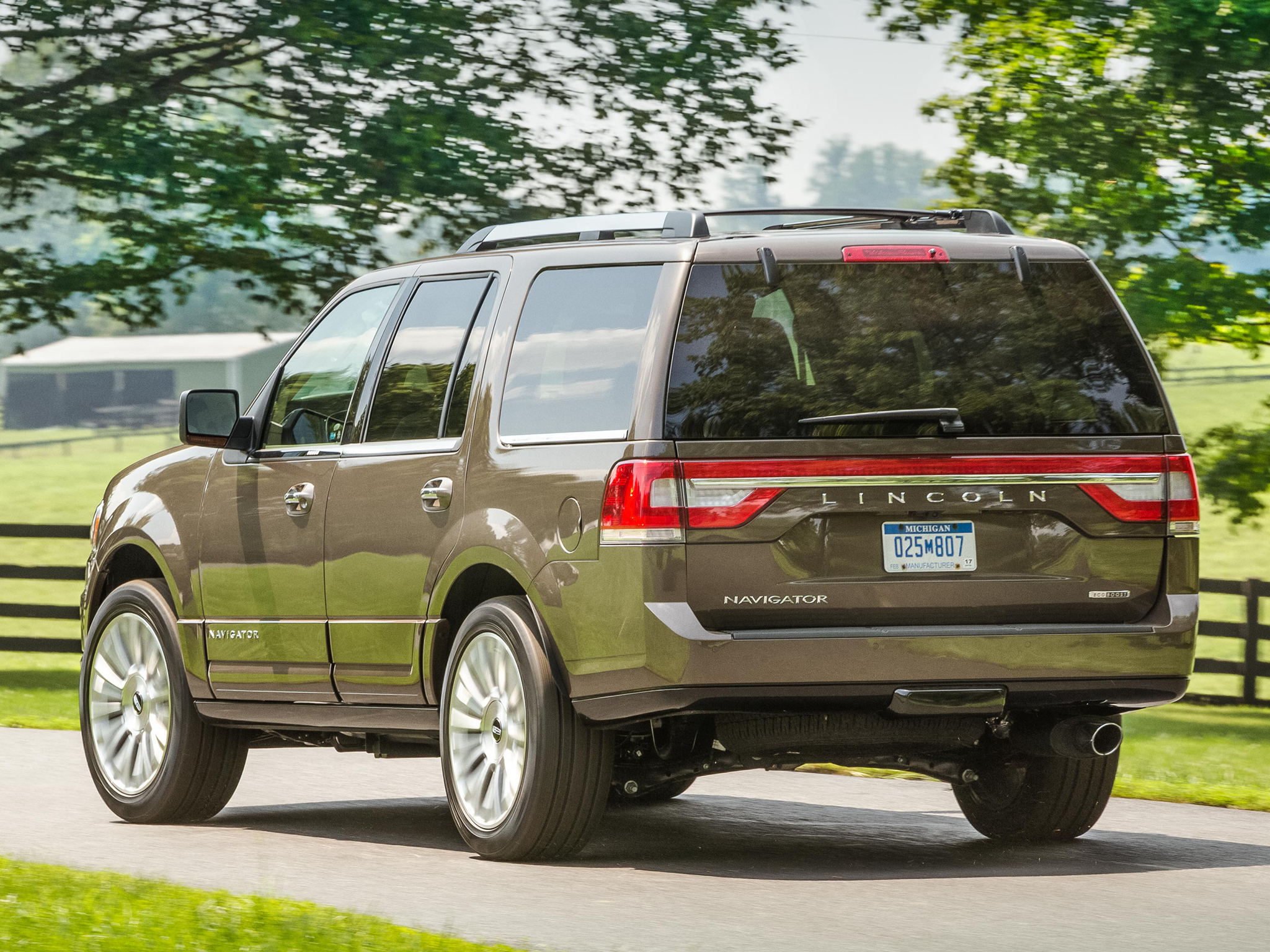
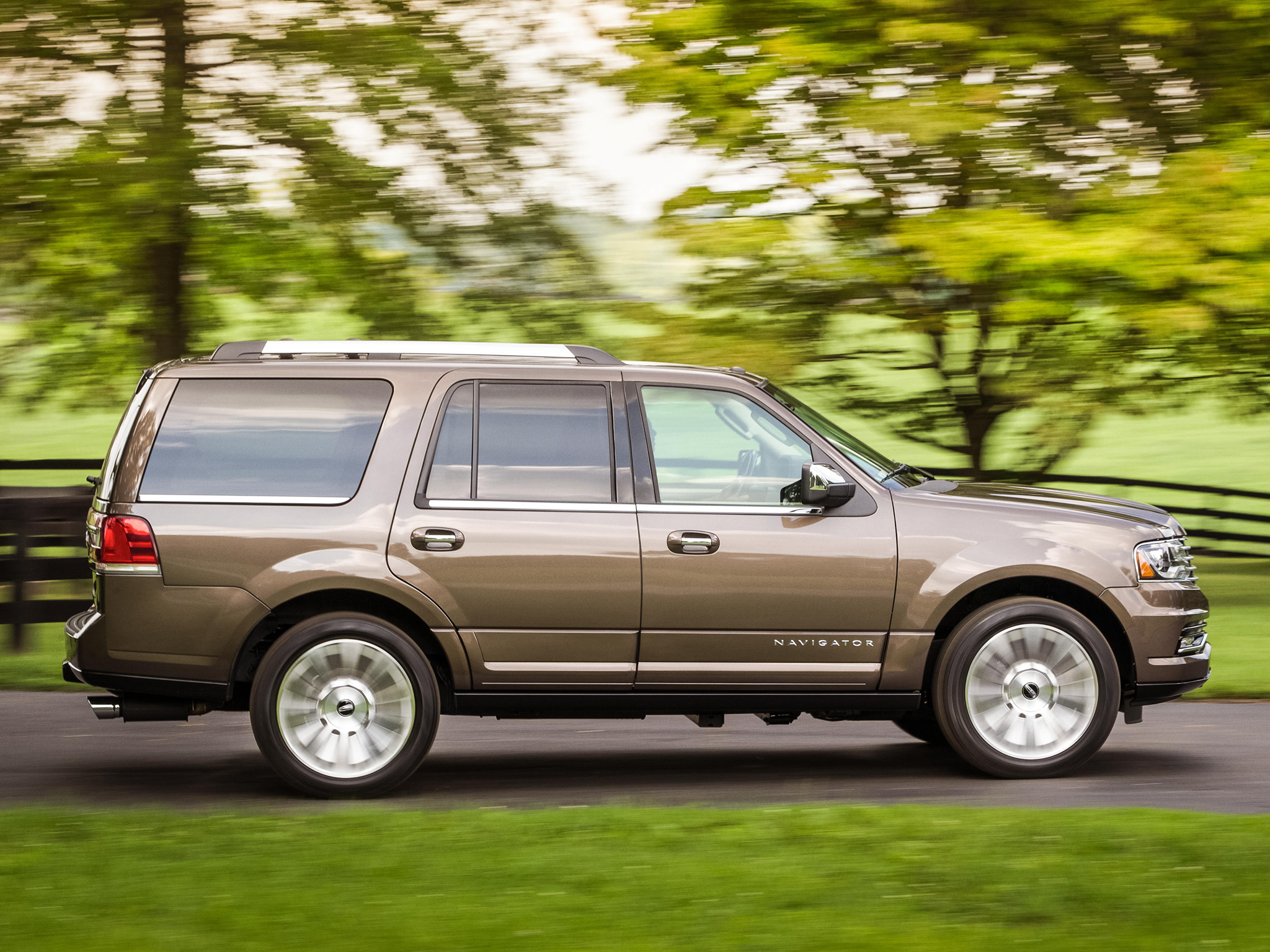
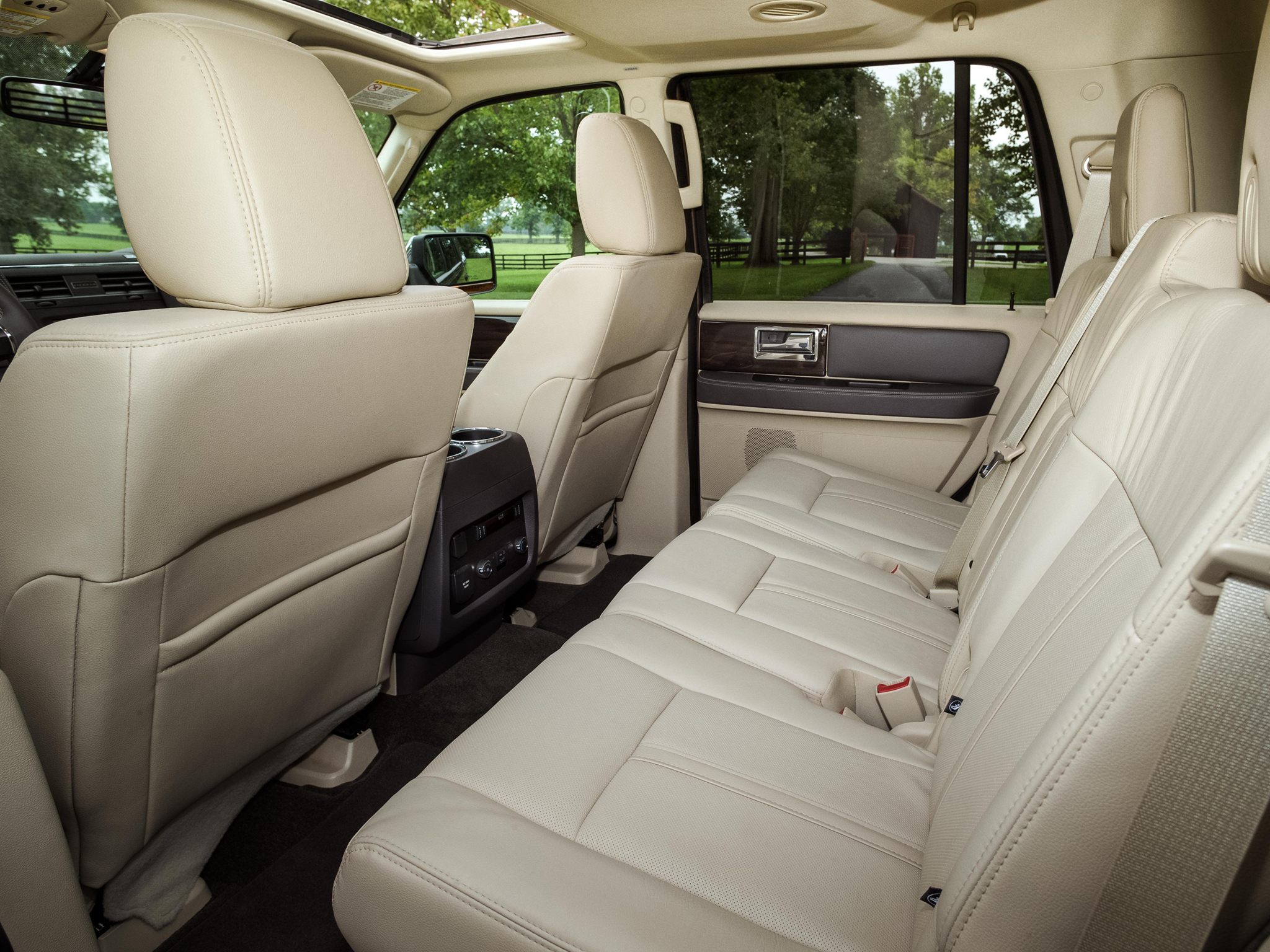
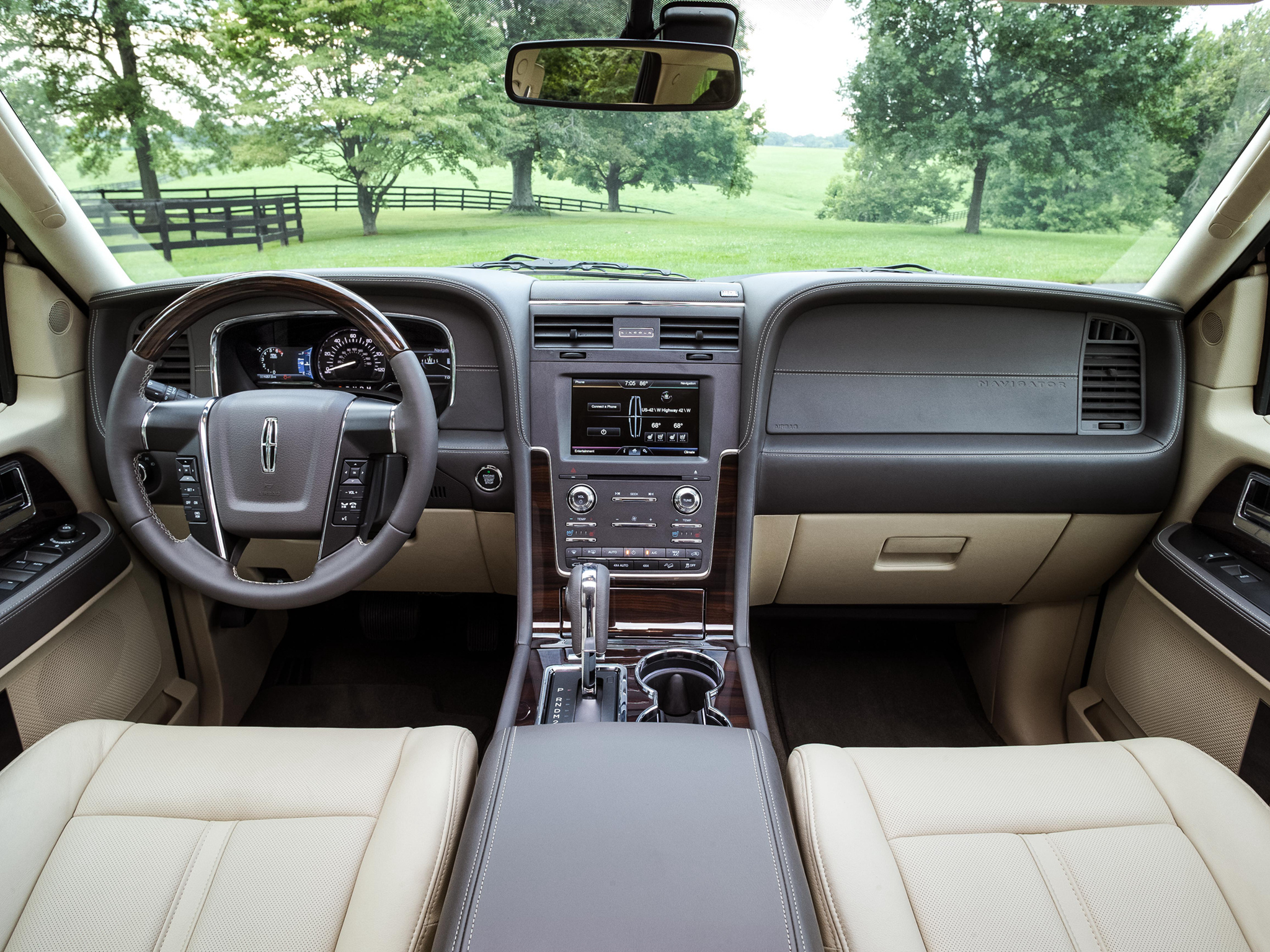

## 第四代（2017年-2024年）

### 車型背景
2016 年，林肯在紐約車展展出 Lincoln Navigator Concept，是為第四代領航員的雛型。一年後，林肯正式於 2017 年的紐約車展發表第四代領航員。此代車型同樣有長短軸兩種車身，四驅和後驅，惟自 2024 年式（含）以後皆只有四驅車型。

### 外觀設計
第十代Continental概念車確立了林肯近 10 年的家族設計語彙，大面積的單片鍍鉻水箱護罩、貫穿式尾燈和前車門與前葉子板間的飾板皆可在領航員的概念車型上發現。撇除鷗翼式車門和可伸縮的階梯式車側踏板等炫麗科幻的配備，整體設計與量產版相去不遠。這也是領航員第一次採懸浮式車頂的設計。四驅車型於車頭下方含有兩個拖車勾。
除了專供商用車隊的規格外，領航員於上市的第一年分成四種車型，由低至高為 Premiere、Select、Reserve 和 Black Label。往後的每一年林肯在規格上都有所增減。
第四代領航員各規格標配的鋁圈皆有所不同。Premiere 規格標配 20 吋 14 輻式鋁圈，Select 規格標配 22 吋 12 輻式雙色鋁圈，Reserve 規格標配 22 吋 16 輻式雙色鋁圈，Select 與 Reserve 規格皆可選配 22 吋 6 輻式雙色鋁圈。

### 動力總成
此代車型仍與 Expedition 共享同一個底盤架構，且首次大量採用輕量化且高剛性的鋁合金車體，這使得車重最多減少 90 公斤之譜（長軸四傳車型）。縱使車重看似輕了許多，但車輛整體尺寸卻是更大，短軸版的軸距比上一代增加了近 9 公分，長軸版則是增加近 2 公分。
引擎方面，全車系採用單一可輸出 450 匹馬力的雙渦輪 V6，雖然同屬 EcoBoost 家族，但林肯並未使用 EcoBoost 的名字，而這也是林肯目前馬力最高的車型。變速箱也從 6 速自排升級成福特與通用合作研發的 10 速自排。

### 規格配備
進到車室內，中控台的造型與以往截然不同，不再採用對稱式的設計且變得更現代化。儀錶板從傳統的指針儀表變成一塊 12 吋，可自訂顯示內容的螢幕。中控台也不再是傾斜而下的設計，車機的位置改在中控台可以直視的上方，系統為 SYNC 3 ，且可支援CarPlay。車機下方為空調出風口，再往下則是按鍵式排檔，其設計與第十代 Continental 類似，惟少了更運動化的「S」鍵。此外，高聳的中央扶手也創造了更多置物空間。
共同主要配備包括自啟閉大燈、背光車門把手、Auto Hold（自動駐車系統）、側風行車穩定系統、迎賓踏板燈、含 14 組揚聲器的 Revel 音響系統、三區恆溫空調、前座 10 向電動座椅含 4 向調節頭枕和手動調整椅面、可加熱、調整角度和電動收折的第二排雙獨立座椅、LED 閱讀燈和 SOS Post-Crash Alert System （當偵測到車輛撞擊後，會間歇性地閃爍方向燈和鳴按喇叭直到人為解除或車輛斷電為止）。共同選配為地墊、第二排三人座椅（後排扶手為可收折）和 Lincoln Play 後座娛樂系統。
Select 規新增標配 360 度環景系統、電動登車踏板含迎賓照地燈、前擋除冰劑、方向盤加熱、前中央扶手內的無線充電板、電動全景天窗（僅供Select 規選配，Select 規長軸版以上為標配）。可選配附按摩功能和冷熱通風的前座 30 向電動座椅和單片式 CD 光碟機。
Reserve 規新增標配四輪驅動、水箱罩背光廠徽、第一排和第二排背光安全帶插座、前座 24 向電動座椅、前排乘客座記憶系統、可加熱、調整角度、電動收折並含中央扶手的第二排雙獨立座椅。可選配含 20 組揚聲器的 Revel Ultima 音響系統。
第四代領航員新增 Black Label 規格，與林肯旗下車型的編成大致相同，皆有二至三種主題，分別是 Yacht Club、Chalet和Destination。
2019 年式，Premiere 規更名為 Standard。微幅調整 Select 與 Reserve 規皆可選配的鋁圈顏色，將緞面銀改成緞面黑。
2020 年式，Select 規停產，其與 Reserve 規皆可選配的 6 輻式鋁圈停止供應。標配全速域主動式定速巡航調節系統（ACC Stop & Go）。

#### 2022 年式小改款
車燈造型小改，水箱罩鍍鉻向下延伸並連接鍍鉻飾條，尾燈變成上紅下白的排列，仍維持貫穿式尾燈的設計，而反光板也變為長條形式樣，呼應尾燈造型。引擎馬力下降至 440 匹。
車機系統升級成 SYNC  4 ，駕駛輔助系統也升級成 Co-Pilot 360 2.0，新增閃避轉向輔助系統（EAS）、十字路口輔助煞停系統（Intersection Assist）、速限標誌識別輔助系統（Speed Sign Recognition）、道路邊緣偵測系統（RED）、主動式停車輔助系統 2.0（FAPA 2.0）等多項行車輔助系統。此外，林肯也導入了「ActiveGlide」駕駛輔助系統（福特車系則稱為BlueCruise），此系統可於特定的高速公路上使用，其等級接近 Level 3。
2023 年式，ActiveGlide 系統升級三項主要功能，包括主動車道變換功能（Lane Change Assist）、智慧車速輔助（Predictive Speed Assist）和車道重新定位輔助（In-Lane Repositioning）。
2024 年式，Standard 規更名回 Premiere，全車系皆改為四輪驅動車型。

### 選配套件

#### Technology Package (2018-2019)
新增多項科技配備，套件包括全速域主動式定速巡航調節系統（ACC Stop & Go）、前向碰撞預警系統（PCA）、行人防碰撞系統、抬頭顯示器（HUD）、車道偏移輔助系統（LKS）、疲勞駕駛警示系統（DAS）、全新主動式全方位停車輔助系統（EAPA）、駛離車位輔助技術（Park-Out Assist）和自動遠光燈（AHB）。於 2019 年式起新增全速域輔助煞停系統（AEB）。
此套件於 2020 年式起新增動態煞車輔助（DBS）並將所有與車道相關的系統合併成「車道維持輔助系統（LKA）」再整合至 Co-Pilot 360 系統，並成為標配。

#### Trailer Tow Prep Package (2018-pr.)
此為較輕型的拖曳套件，未被歸類在原廠的選配清單中。套件包括 4P+7P 線組、變速箱冷卻器（僅供四驅車型使用，於 2022 年式起被刪除）、拖車連接套組和拖車穩定系統。

#### Heavy-Duty Trailer Tow Package (2018-pr.)
此為重型的拖曳套件，包括車身動態穩定系統、重型水箱、能控制拖車的電子煞車線組、拖車聯結輔助系統（Pro Trailer Backup Assist）、倒車輔助系統和四驅車型專屬的「Slow Climb」動態行車模式。於 2022 年式起新增 360 度環景系統。

#### Equipment Collection 201A (2020-pr.)
於 2022 年式前又稱「Embrace Plus Package」，套件包括抬頭顯示器、水箱罩背光廠徽和第一排與第二排的背光安全帶插座。此套件於 2022 年式起又稱「Luxury Package」，新增附 28 個揚聲器的 Revel Ultima 3D 音響系統，第一排座椅升級成附按摩功能和冷熱通風的前座 30 向電動座椅。

#### Luxury Package (2020-pr.)
套件包括附按摩功能和冷熱通風的前座 30 向電動座椅和附 20 組揚聲器的 Revel Ultima 音響系統。於 2022 年式起併入 Equipment Collection 201A 套件。

#### Monochromatic Package (2020-pr.)
於 2022 年式前稱作「Equipment Collection 208A: Monochromatic Package」，類似第三代的 Monochrome 單色套件。除了有 201A 套件的所有配備外，另新增 20 吋 12 輻式的黑色鋁圈、與車身同色的車頭下緣、水箱罩、後照鏡和前車門與前葉子板間的飾板。車色僅有象牙白、白色和黑色可供選擇。

#### Navigator Plus Exterior Package (2022-pr.)
這是第一款此代領航員的低規車型能選配的套件，其餘套件皆僅供 Select 規以上的車型選配。套件內容包括 22 吋 12 輻式的高光澤鋁圈、電動全景天窗和電動登車踏板含迎賓照地燈。

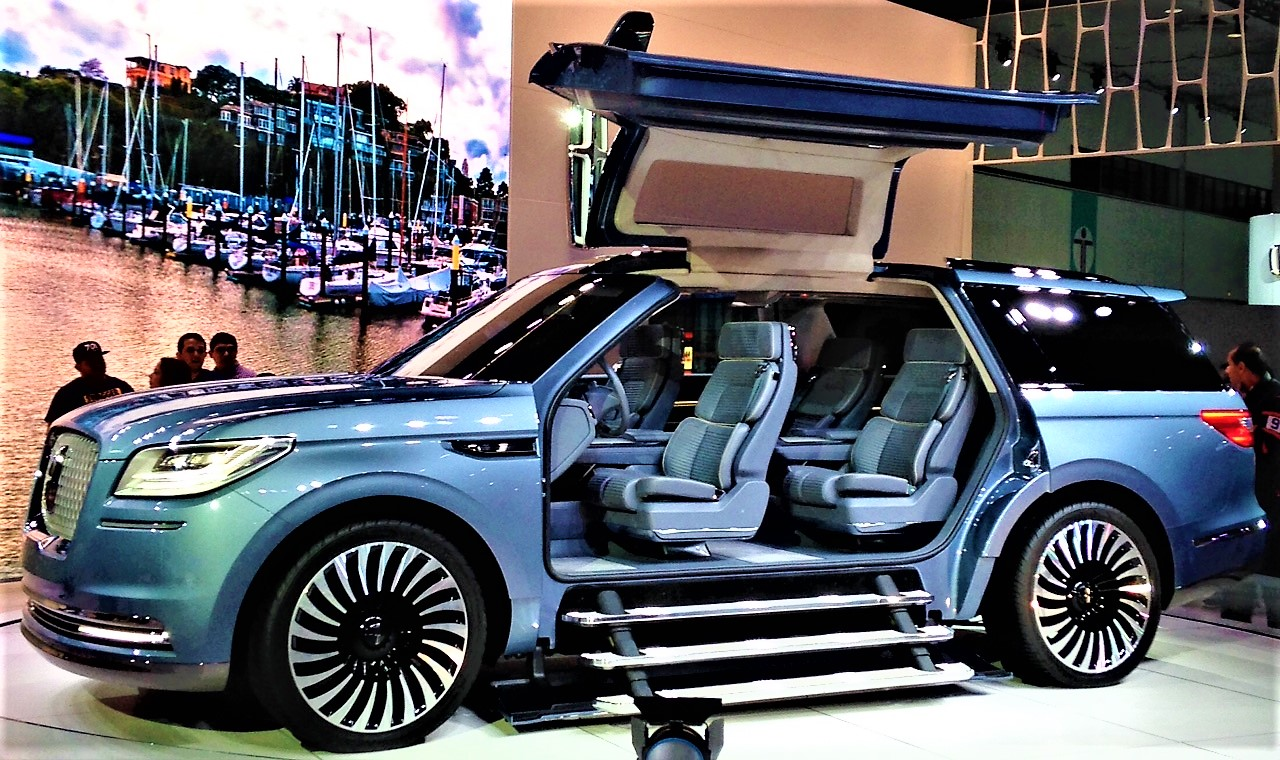
2016 年於洛杉磯車展上發表的概念車
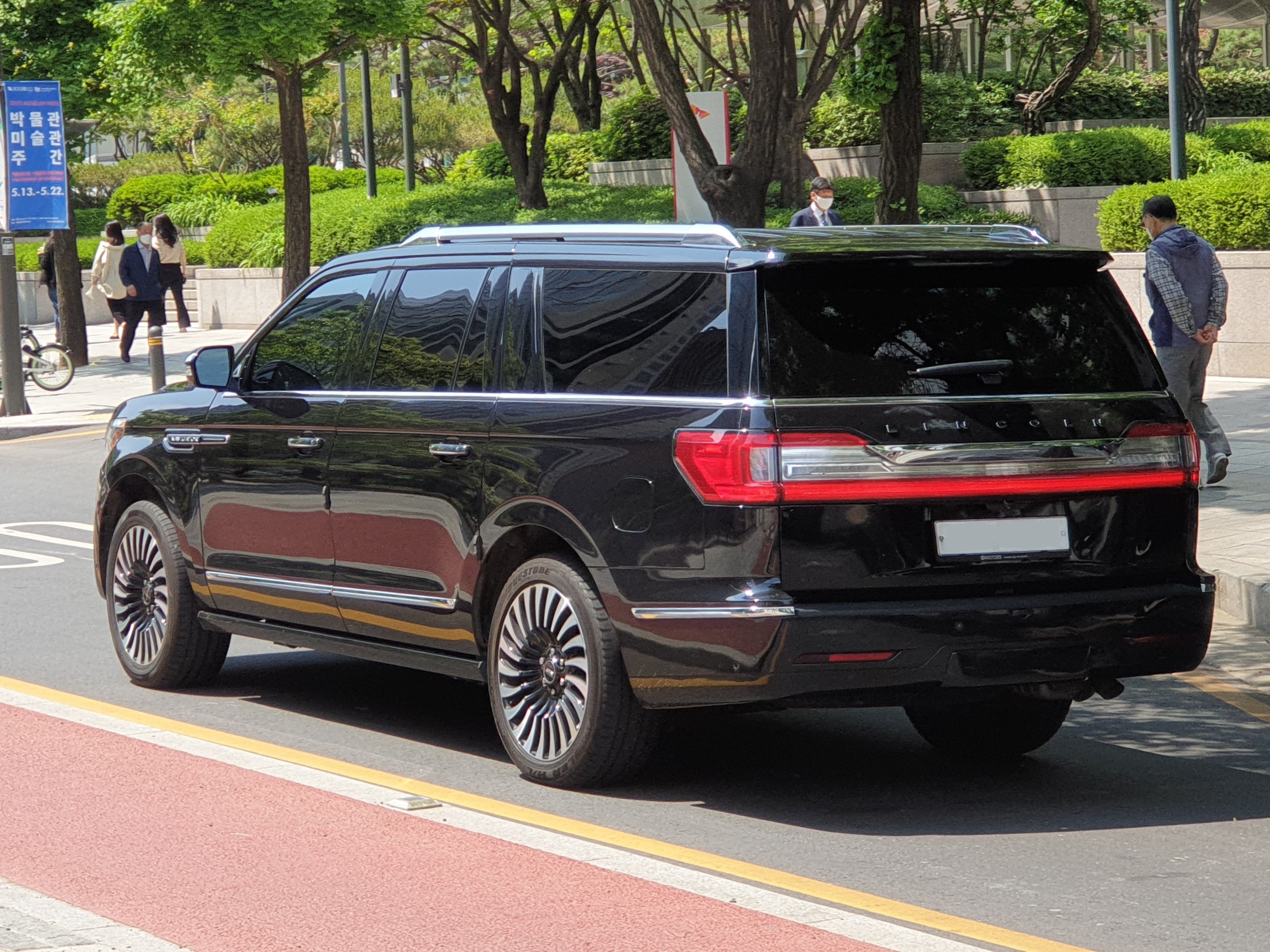
小改款前的車尾
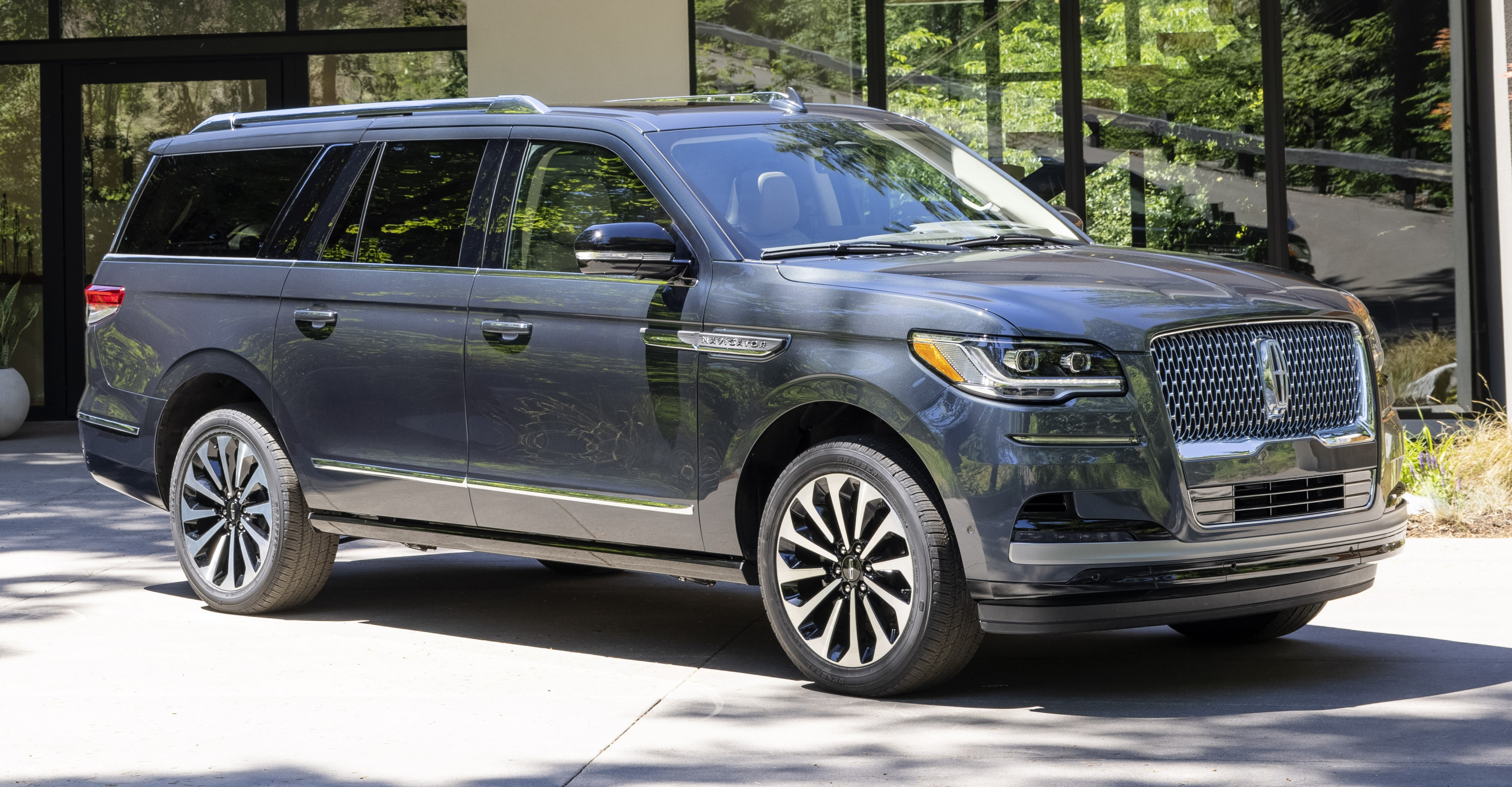
小改款後的車頭
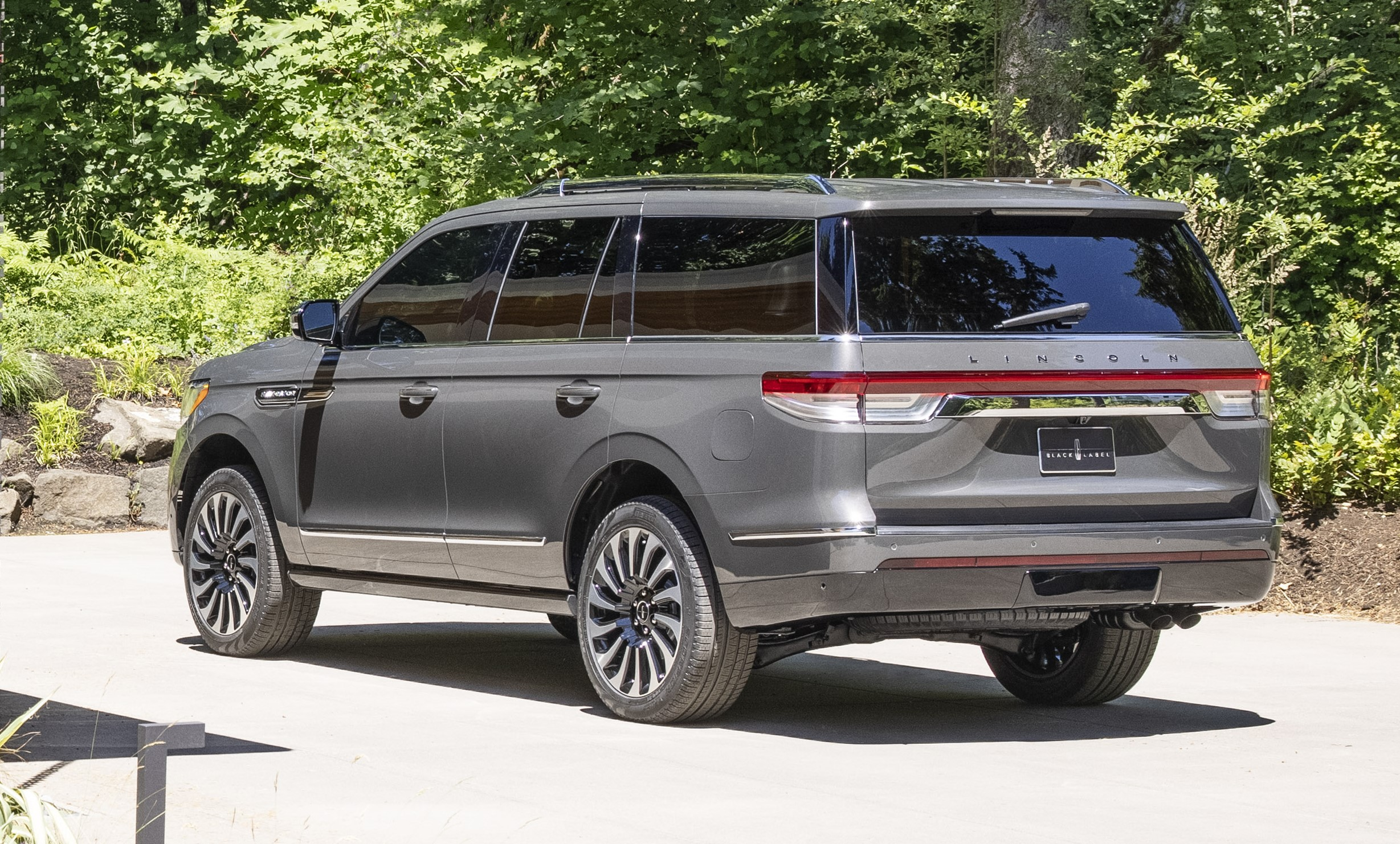
小改款後的車尾
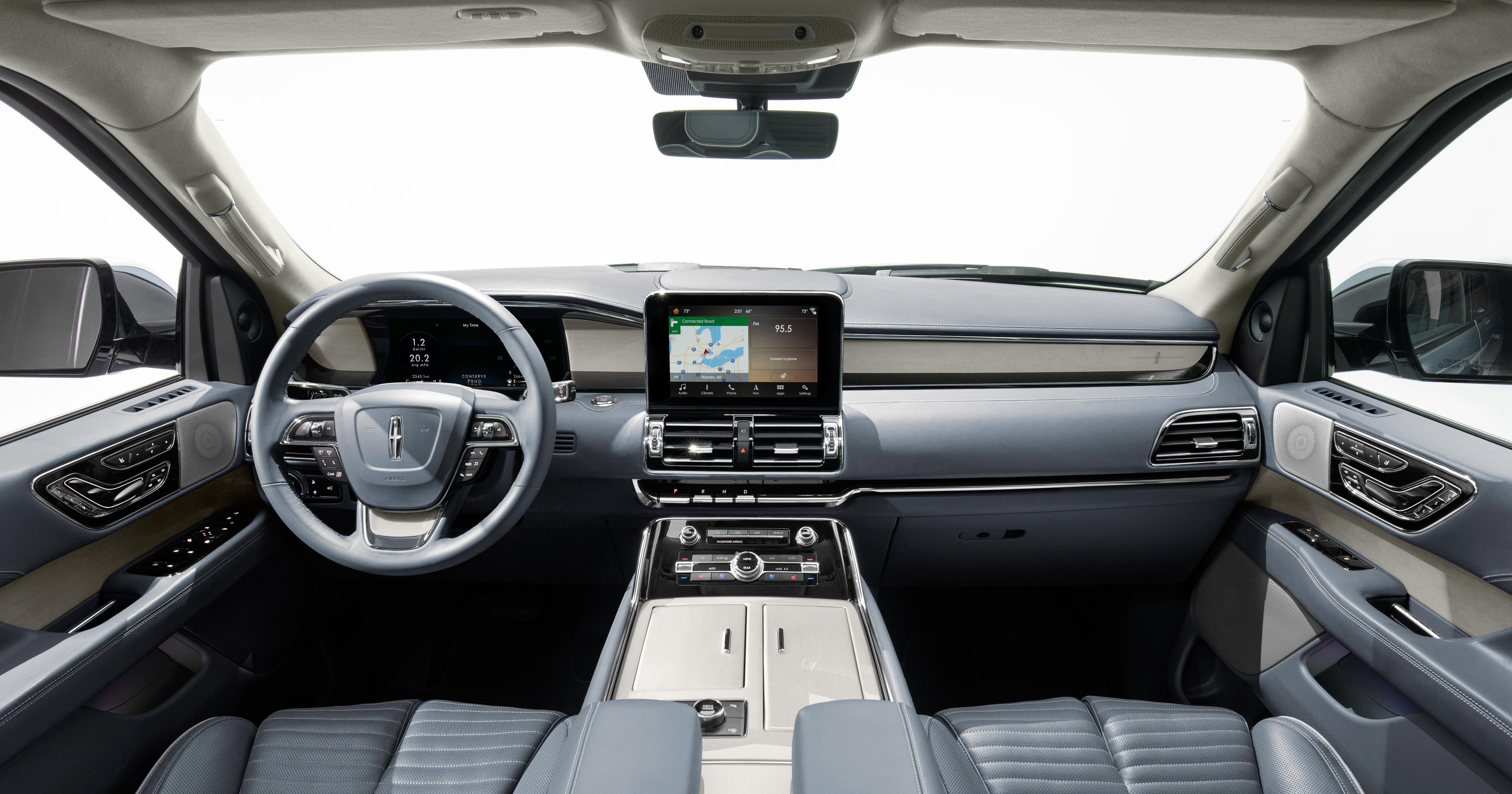
小改款前的內裝

## 銷售量
| 年度 | 總量   |
| ---- | ------ |
| 1997 | 26,834 |
| 1998 | 43,859 |
| 1999 | 39,250 |
| 2000 | 37,923 |
| 2001 | 31,759 |
| 2002 | 30,613 |
| 2003 | 38,742 |
| 2004 | 36,398 |
| 2005 | 25,844 |
| 2006 | 23,947 |
| 2007 | 24,050 |
| 2008 | 14,836 |
| 2009 | 8,057  |
| 2010 | 8,245  |
| 2011 | 8,018  |
| 2012 | 8,371  |
| 2013 | 8,613  |
| 2014 | 10,433 |
| 2015 | 11,964 |
| 2016 | 10,421 |
| 2017 | 10,523 |
| 2018 | 17,839 |
| 2019 | 18,656 |
| 2020 | 15,252 |
| 2021 | 15,631 |
| 2022 | 13,206 |

## 外部連結
- 官方網站
- Lincoln Navigator at AutoGuideWiki